# Giovanni Segantini

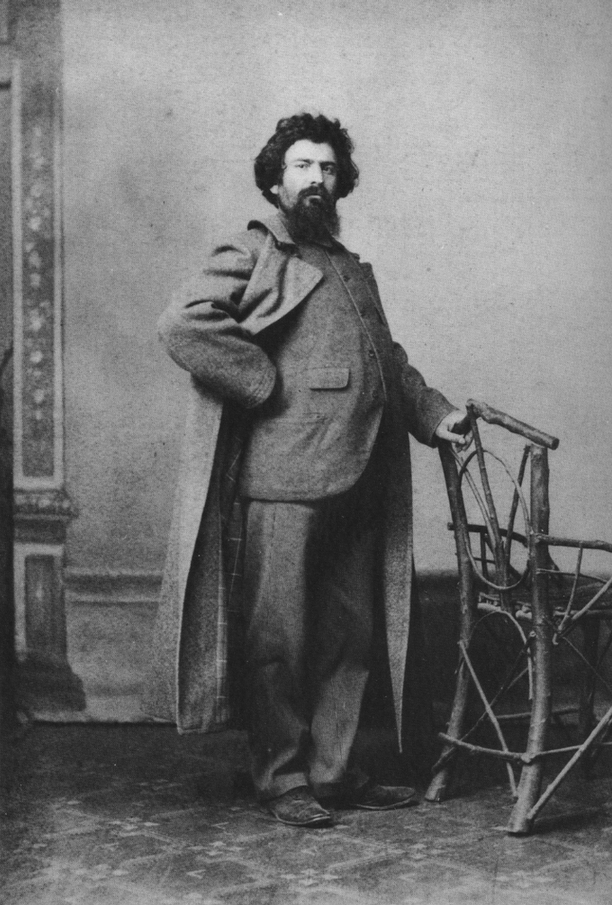
Giovanni Segantini, um 1890

Giovanni Segantini (* 15. Januar 1858 in Arco (Tirol, Kaisertum Österreich); † 28. September 1899 auf dem Schafberg bei Pontresina, Kanton Graubünden, Schweiz; vollständiger Name Giovanni Battista Emanuele Maria Segatini [sic!]) war ein in Welschtirol als österreichischer Staatsbürger geborener Maler des realistischen Symbolismus. Er galt als Meister der Hochgebirgslandschaft und begann früh mit der Freilichtmalerei. Segantini entwickelte eine eigene Version der pointillistischen Maltechnik, mit deren Hilfe er das ungebrochene Licht der Hochgebirgswelt wiedergeben und die naturalistische Wirkung seiner Bilder steigern konnte.

## Leben

### Herkunft
Die Familie Segatini [sic!] stammte aus dem an der Etsch bei Verona gelegenen Bussolengo, das durch seine Leinen- und Seidenweberei bekannt war. Auch Johannes Maria Segatini (* 3. Mai 1718), der Urgroßvater von Giovanni Segantini, sowie sein Großvater Anton Giovanni Segatini (* 7. Mai 1743) widmeten sich diesem Gewerbe. Nachdem die Seidenweberei und der damit verbundene Handel in der zweiten Hälfte des 18. Jahrhunderts stark zurückgegangen waren, wanderte mit den Arbeitern der Großvater ins Trentino aus und ließ sich als Seidenweber in Ala nieder, wo sich eine blühende Seidenindustrie entwickeln sollte. Zwischen 1788 und 1802 wurden ihm acht Söhne geboren, darunter als jüngster Agostino Segatini, der der Vater des Künstlers werden sollte. Aloisio Segatini, ein älterer Bruder von Agostino, ließ sich als erster der Familie in Trient nieder, der jüngere Bruder kam später nach und gab das alte Familiengewerbe auf, um Käsehändler zu werden.
Segantinis Mutter, Margherita Girardi, entstammte einem in Castello-Molina di Fiemme sesshaften alten Fleimstaler Geschlecht. Margherita Girardi war eine direkte Nachfahrin Francesco Girardis, eines kaiserlichen Hofrats und Obersts, „der die tirolischen Milizen organisierte und Verfasser einer in der Militärliteratur klassisch gewordenen Publikation, dem ‚Handbüchl zum Exercieren‘“. Der Name Girardi ist im ladinischen Gebiet stark verbreitet, und man findet ihn zudem außerhalb des Fleimstals im Gebiet des Rollepasses, zu Füßen des Cimone della Pala und im Ampezzotal, von wo fernerhin Alexander Girardi herstammte.

### Frühe Jahre (1858–1875)

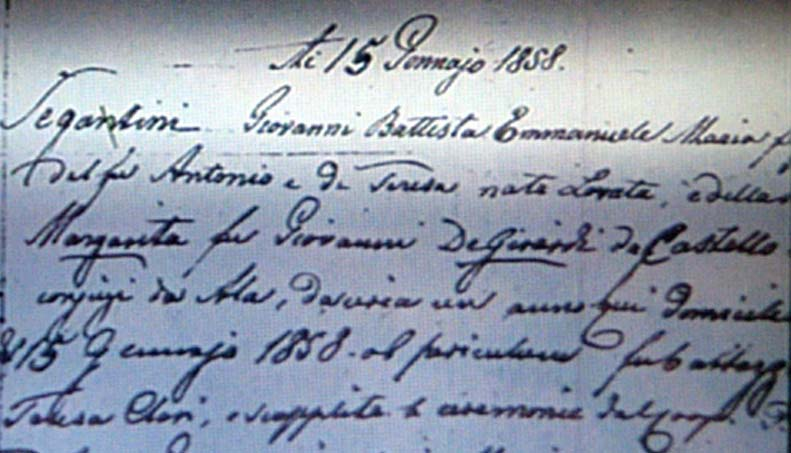
Geburtsurkunde Segantinis

Giovanni Battista Emanuele Maria Segatini, so sein eigentlicher Name, den er später in Segantini änderte, wurde 1858 im damals österreichischen Arco nördlich des Gardasees als Kind des Schreiners Agostino Segatini (* 1802; † 20. Februar 1866) und seiner dritten Frau, Margherita de Girardi (* 4. September 1828 in Castello; † 3. März 1865 in Trient) geboren. Ein um sechs Jahre älterer Bruder kam am 20. Juli 1858 bei einem Brand ums Leben.
Nach dem frühen Tod der Mutter (sie starb mit 36 Jahren) brachte ihn der alkoholkranke Vater zu einer Tochter aus erster Ehe, Irene. Diese empfand den Kleinen als Belastung, und Giovanni riss deshalb aus, wann immer es ging. Im Juli 1865 trieb der Hass die Halbschwester so weit, dass sie in einem Schreiben an die Innsbrucker Behörde dazu aufforderte, Giovanni die österreichische Staatsangehörigkeit zu entziehen. Dies geschah: Nach den repressiven Gesetzen, die im damaligen Kaiserreich Österreich für die italienischen Herrschaftsgebiete galten, konnte einem Siebenjährigen die Staatsangehörigkeit entzogen werden.
Segantini blieb sein ganzes Leben staatenlos. 1870 wurde er ohne Papiere aufgegriffen, und da sein Vater gestorben war, landete er in der Erziehungsanstalt Riformatorio Marchiondi. Dort erlernte er den Beruf des Schusters. Segantini erhielt aber keinerlei Schulbildung, sodass er lange Analphabet blieb. Erst durch seine spätere Frau lernte er einigermaßen Lesen und Schreiben. Ein alter Anstaltsgeistlicher nahm sich seiner an. Er erkannte seine zeichnerische Begabung, erzählte ihm vom Malermönch Fra Angelico und erlaubte ihm, zu zeichnen und zu modellieren. Durch Interventionen seines Halbbruders Napoleone konnte er 1873 die Besserungsanstalt verlassen und arbeitete bis 1874 in dessen Photo- und Drogeriegeschäft in Borgo Valsugana. Daraufhin kam er nach Mailand und arbeitete seit 1875 beim ehemaligen Garibaldi-Anhänger Luigi Tettamanzi, einem Maler von Heiligenfahnen, Transparenten und Wirtshausschildern, Komödiant und Verfasser historischer Dramen. Tettamanzi stellte ihn als Gehilfen an und erteilte ihm Zeichenunterricht.

### Mailand (1875–1880)

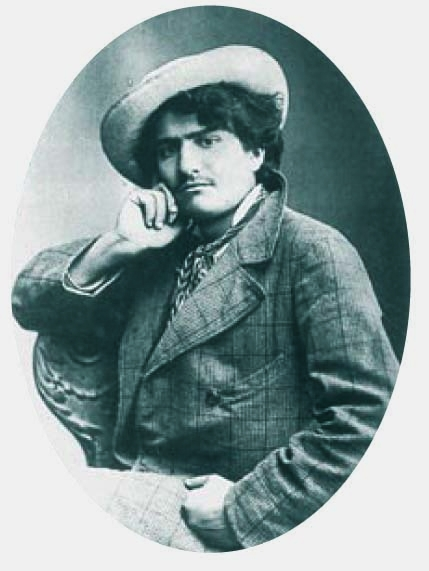
Segantini, um 1878

Im Jahr 1875 schrieb er sich an der Kunstakademie Brera in Mailand ein, belegte Tageskurse in Malerei und Abendkurse in Ornamentik. Bei einer nationalen Ausstellung der Brera erregte er bereits 1879 mit seinem ersten größeren Bild, dem Chorgestühl von Sant’Antonio, bei Lehrern und Schülern Aufsehen durch die neuartige Behandlung des Lichts.
„Ich war sicher nicht darauf bedacht, ein Kunstwerk zu schaffen, sondern mich einfach in der Malerei zu betätigen. Durch ein geöffnetes Fenster drang ein Lichtstrom ein, der die in Holz geschnitzten Sitze des Chores mit Helligkeit übergoß. Ich malte diesen Teil und bemühte mich vor allem, das Licht festzuhalten, und sogleich begriff ich dabei, daß man beim Mischen der Farben auf der Palette weder Licht noch Luft bekam. So fand ich das Mittel, die Farben echt und rein anzuordnen, indem ich auf der Leinwand die Farben, die ich sonst auf der Palette gemischt hätte, ungemischt die eine neben die andere setzte und dann es der Netzhaut überließ, sie beim Betrachten des Gemäldes auf ihre natürliche Entfernung zu verschmelzen.“
Das durch ein Seitenfenster belichtete Chorgestühl von „Sant’Antonio“ galt damals bei den Perspektive-Schülern als unlösbares Problem. Man wollte Segantini den mit 5000 Lire dotierten „Principe-Umberto-Preis“ verleihen. Neider und Feinde wussten dies zu verhindern, indem sie die Jury darauf aufmerksam machten, dass Segantini Österreicher und kein Italiener war. Das Bild wurde von der Gesellschaft der Schönen Künste von Mailand erworben. Später bekam er den Auftrag, für die Studenten kolorierte anatomische Zeichnungen anzufertigen, wodurch er sich selbst gute anatomische Kenntnisse aneignete.
Wegen Meinungsverschiedenheiten mit den Professoren an der Brera verließ er diese nach zwei Jahren. Im selben Jahr lernte er in der „Galleria Vittore ed Alberto Grubicy“ in Mailand den Kunstkritiker und -händler Vittore Grubicy de Dragon (1851–1920) kennen. Die Galerie veranstaltete eine Gedächtnisausstellung für den früh verstorbenen Tranquillo Cremona (1837–1878). Segantini betrat die Ausstellung in ärmlicher Kleidung und groben Schuhen. Er wurde von Grubicy zurechtgewiesen, betrachtete die Gemälde weiterhin aufmerksam, entschuldigte sich und gab sich als Maler zu erkennen. So begann eine Beziehung und Freundschaft fürs Leben, und die finanzielle Not Segantinis hatte vorerst ein Ende, denn Grubicy verschaffte ihm Aufträge für Stillleben und brachte die Bilder Segantinis in den Kunsthandel. Zudem brachte ihn der weitgereiste Grubicy mit Reproduktionen von Kunst seiner Zeit in Berührung, was für Segantini eine der wenigen Möglichkeiten war, Kenntnis vom Luminismus der Haager Schule, dem Neoimpressionismus und über andere Künstler wie beispielsweise Anton Mauve und Jean-François Millet und ihre Werke zu erhalten.

### Brianza (1880–1886)

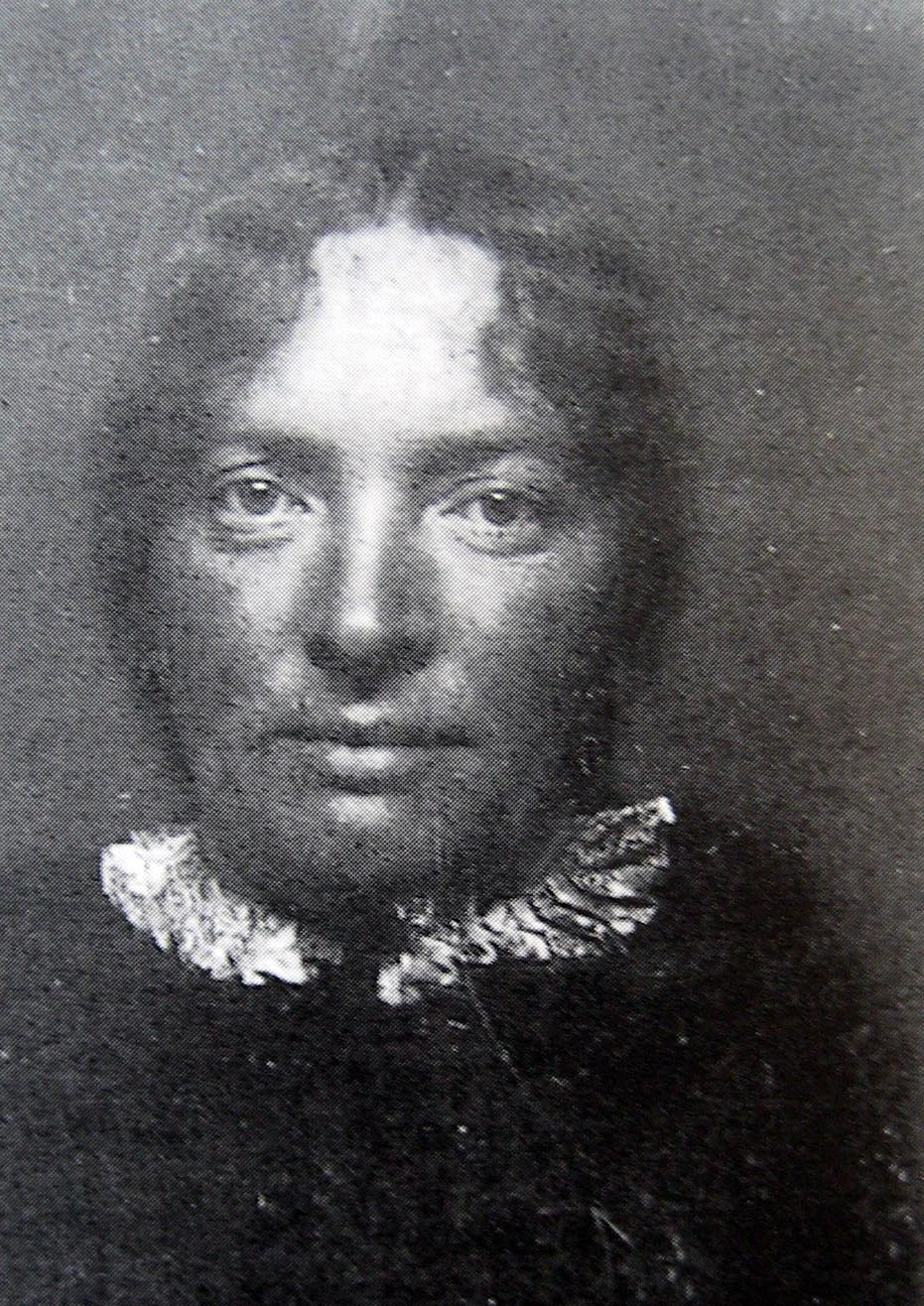
Bice Bugatti

Im Jahr 1880 bezog Segantini sein erstes Atelier in der Via San Marco nahe der Navigli in Mailand, das er als Mailänder Domizil behielt. Hier lernte er die siebzehnjährige Luigia Bugatti (1863–1938) kennen, genannt Bice, die Schwester seines Mitschülers und Freundes Carlo Bugatti, der später in Mailand und Paris ein gesuchter Möbelschreiner wurde. Bice stand Modell für das Bild La Falconiera (Die Falknerin) aus dem Jahre 1880, ein romantisches Bild, das die Verliebtheit des Malers widerspiegelt. Die Heldin des Bildes heißt „Bice del Balzo“ und nahm in den Augen des verliebten Malers „irdische Gestalt in den weiblichen Formen der geliebten Luigia Bugatti an, die von nun an seine Bice wurde.“ Heiraten konnten sie nicht, da er nicht über die notwendigen Papiere verfügte.
1881 zog er mit Bice nach Pusiano in der Brianza, einer ländlichen, hügeligen Seenlandschaft zwischen Lecco und Mailand. Das Paar bekam dort zwei Söhne: Gottardo Guido (1882–1974), später selbst Maler und Biograf seines Vaters, und Alberto (1883–1904). Sein dritter Sohn Mario (März 1885–1916) und die Tochter Bianca (Mai 1886–1980) wurden später in Mailand geboren. Mario wurde ebenfalls Maler und Bianca brachte 1909 in Leipzig die Schriften und Briefe ihres Vaters in deutscher Sprache heraus. 1882 bezog die Familie Segantini einen Herrschaftssitz in Carella, wo Segantini den lombardischen Maler Emilio Longoni (1859–1932) kennenlernte, der eine Zeitlang im selben Haus lebte und arbeitete.
Segantini studierte ausführlich die „Natura morta“ und entwickelte in zahlreichen Stillleben eine naturnahe Malerei. Oft malte er Blumen, da sie für ihn die reine Schönheit der Natur verkörperten. Hier, am Lago di Pusiano, entstand 1882 die erste Fassung von Ave Maria auf der Überfahrt, welche zwei Jahre später an einer Ausstellung in Amsterdam ausgezeichnet werden sollte. Diese erste Fassung ist nicht mehr erhalten.
Am 20. Januar 1883 unterzeichneten Segantini und Grubicy einen Vertrag, worin Segantini seinen Mäzen und Händler ermächtigte, Bilder mit dem Monogramm „G.S.“ zu signieren, ihn in allen öffentlichen und privaten Belangen zu vertreten sowie über sein Schaffen und seinen Besitz zu verfügen.
1884 verließ Segantini mit seiner Familie Carella und zog nach Corneno. 1885 bis 1886 hielt er sich ein halbes Jahr in Caglio in der Lombardei, wenige Kilometer von Carella entfernt, auf. In einem seiner bedeutendsten Werke, An der Stange, einer großflächigen, lichtvollen und weiträumigen Komposition, fasste er die Erfahrungen in der Brianza zusammen. Das Bild stellte die bisherige Summe seiner malerischen Entwicklung dar und nahm etwas von seinem Triptychon Sein, Werden, Vergehen vorweg.

### Savognin (1886–1894)

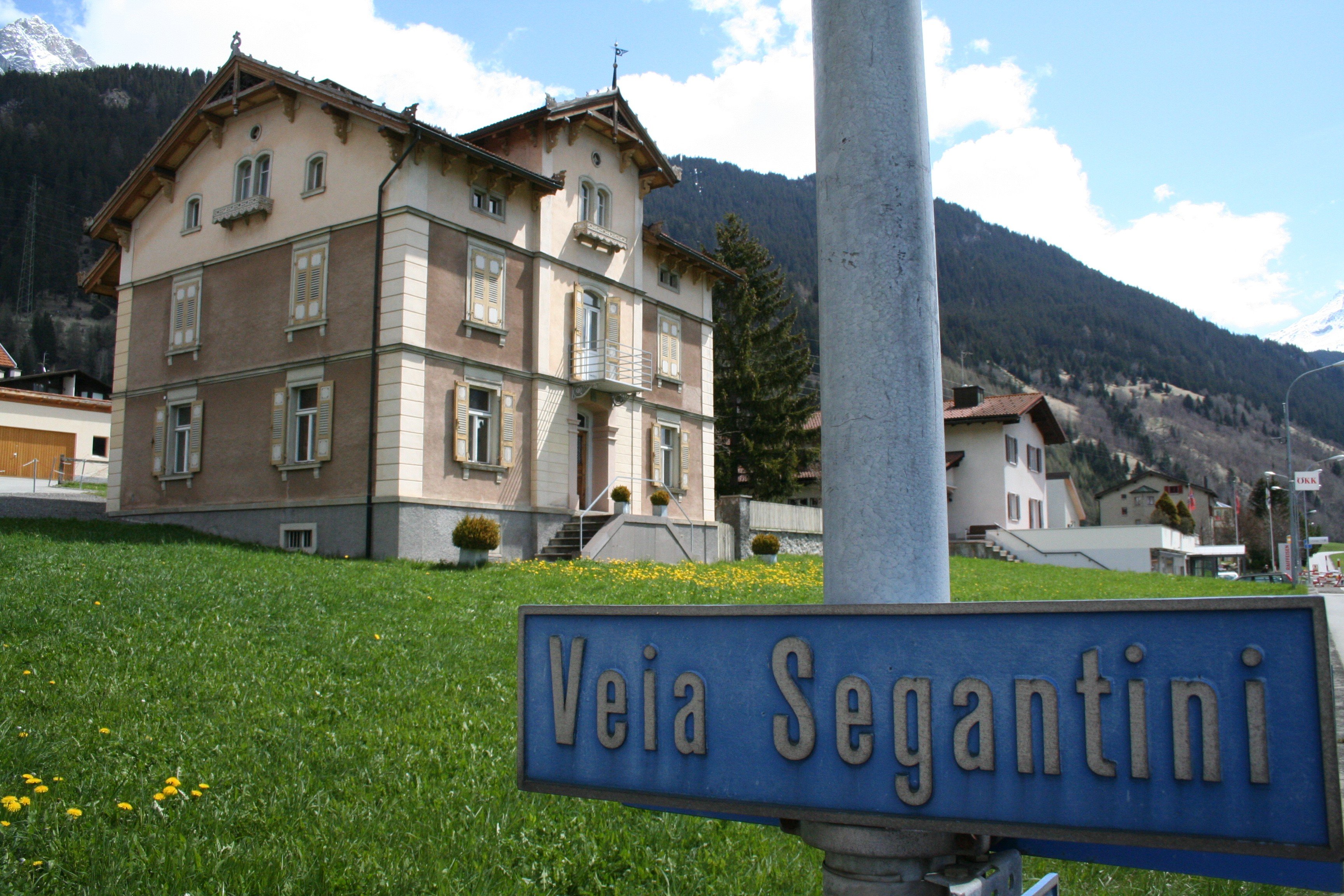
Segantinis Wohnhaus in Savognin

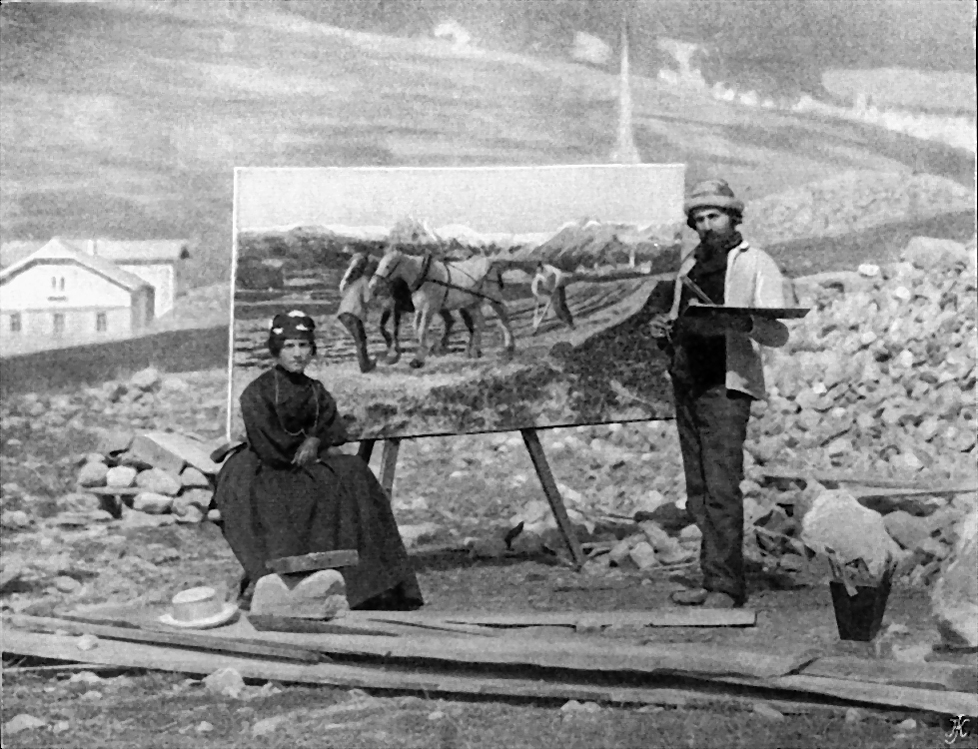
Giovanni Segantini und Bice vor dem Bild Das Pflügen (um 1888)

Der Landschaft überdrüssig, verließ Segantini 1886 die Brianza, zog für sechs Monate mit seiner Familie nach Mailand und führte Auftragsarbeiten für das lombardische Großbürgertum aus. Nach einem langen Ausflug über Como, Livigno, Poschiavo, Pontresina und Silvaplana ließ er sich in Savognin im Oberhalbstein im Haus „Peterelli“ nieder, wo er bis 1894 mit seiner Familie lebte. Motive aus dem Dorf- und Alpleben verarbeitete Segantini zu Bildern, in denen die bäuerlichen Menschen in die Landschaft einbezogen waren. Zahlreiche seiner großen Werke entstanden hier. So schuf er eine neue Fassung von Ave Maria bei der Überfahrt, bei der er zum ersten Mal mit der Technik des Divisionismus experimentierte. Auch eines seiner populärsten Bilder, Die beiden Mütter, entstand in Savognin. Das Werk Die Scholle von 1890 befindet sich heute in der Neuen Pinakothek in München.
In den Niederlanden, Belgien, Deutschland, später auch in Österreich, aber auch in Japan hatte er Berühmtheit erlangt und wurde von Max Liebermann und Ludwig Fulda besucht. Giovanni Giacometti und der junge Cuno Amiet, den er bei einem Sommerurlaub 1896 in Stampa bei Giacometti kennenlernte, erfuhren seine wohlwollende Förderung. Im Rahmen der Weltausstellung 1886 in London war Segantini bei der Italian Exhibition einer der bestvertretenen Künstler, wodurch seine internationale Präsenz bestätigt wurde. 1889 war er mit Werken in der italienischen Abteilung auf der Weltausstellung in Paris vertreten, und das Bild Kühe an der Tränke von 1888 wurde mit der Goldmedaille ausgezeichnet. In seinen Bildern begann er sich dem Symbolismus anzunähern. Die erste „Segantini-Retrospektive“ fand im Dezember 1891 in der Galerie Grubicy in Mailand statt. Segantini nahm Beziehungen zu den Händlern Ernst Arnold in Dresden, Eduard Schulte in Berlin und anderen auf, wodurch Alberto Grubicy das Exklusivrecht an seinen Werken verlor.

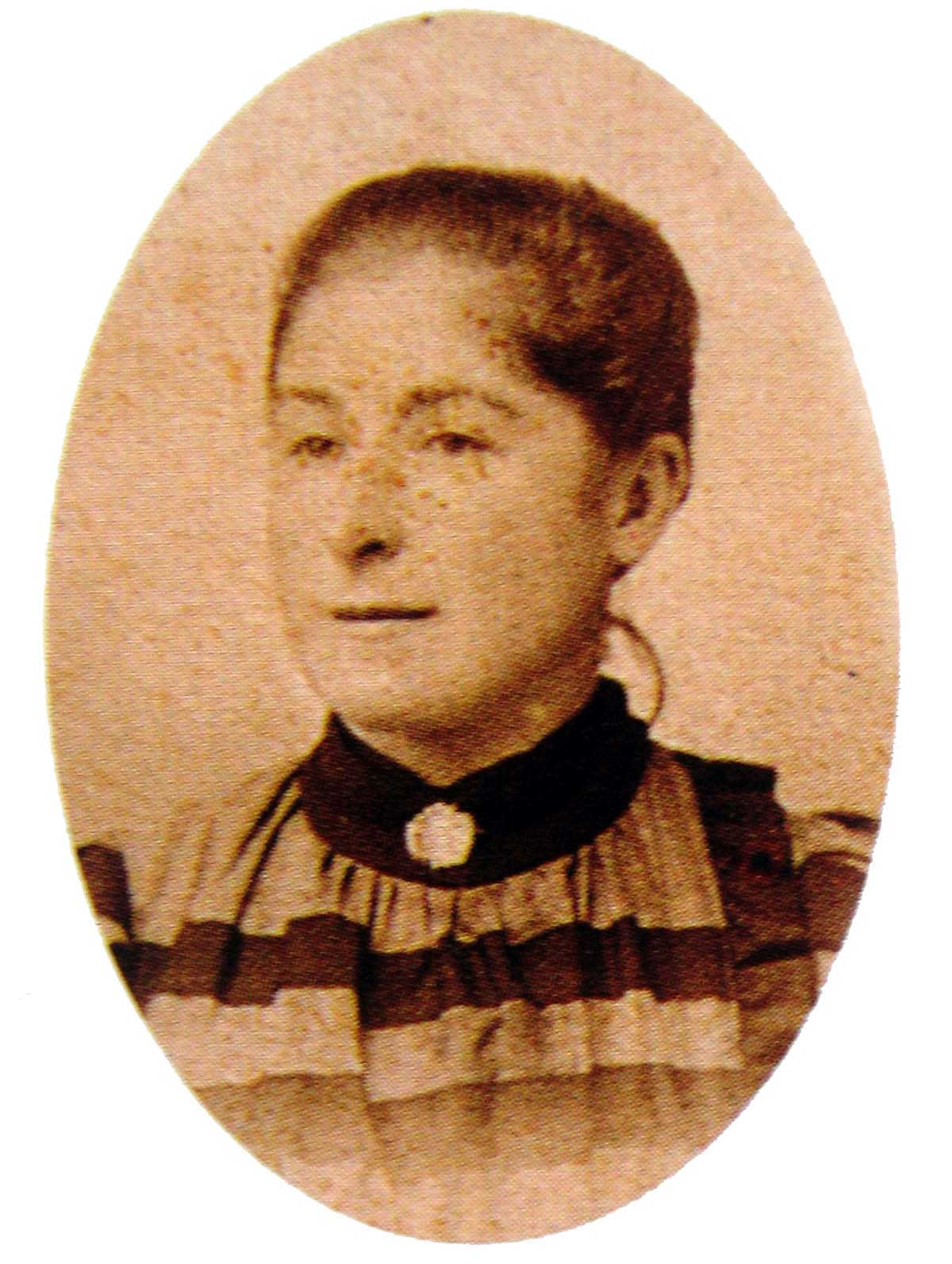
Barbara Uffer als Zwanzigjährige

In vielen von Segantinis Werken ist Barbara Uffer dargestellt, Segantinis bevorzugtes Modell: unter anderem als trinkendes Mädchen am Brunnen in Bündnerin am Brunnen von 1887; als strickendes Mädchen auf einer Wiese in Strickendes Mädchen von 1888; als Schafhirtin unter strahlend blauem Himmel in Mittag in den Alpen von 1891 oder als Schlafende neben einem Zaun in Ruhe im Schatten aus dem Jahre 1892. Nachdem sich Segantini mit seiner Familie 1886 in Savognin niedergelassen hatte, trat die damals 13-jährige Barbara, genannt Baba, als Kinder- und Hausmädchen in den Dienst der Familie. Sie kümmerte sich um die vier Kinder Gottardo, Alberto, Mario und Bianca und besorgte die Zimmer. Zudem musste sie Segantini mit Malutensilien und Proviant begleiten, wenn er in der Landschaft arbeitete.
Als die Segantinis 1894 nach Maloja zogen, kam Baba mit ihnen. 1899 begleitete sie Segantini auf den Schafberg, wo er am Mittelteil des Triptychons arbeitete. Nach Segantinis Tod blieb sie noch fünf Jahre bei Bice und den Kindern, bis sie nach insgesamt 19 Jahren die Familie verließ.

### Maloja (1894–1899)

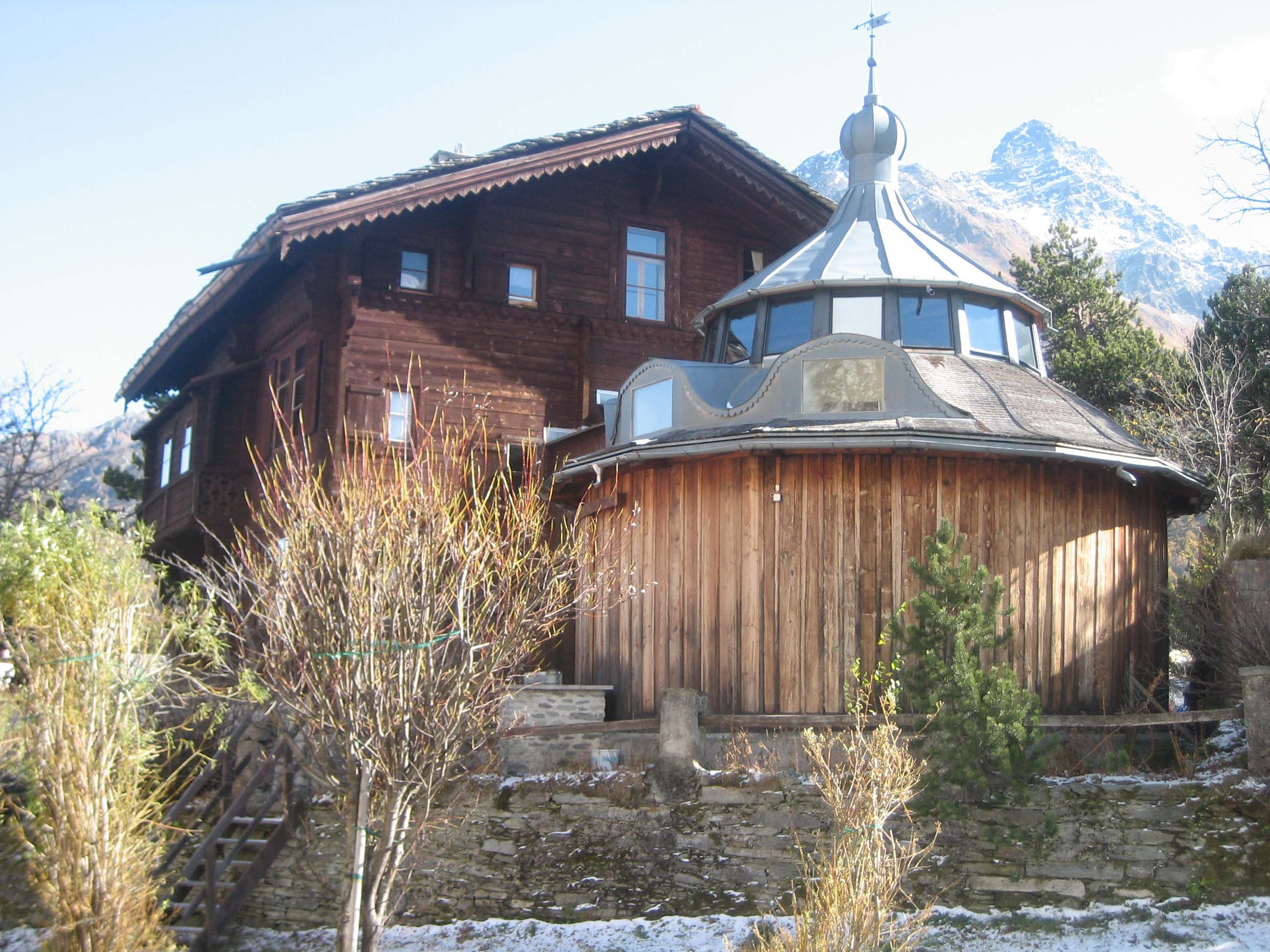
Segantinis Haus mit Atelier in Maloja

Im August 1894 verließ die Familie Segantini Savognin, ließ sich in Maloja im Oberengadin nieder und bezog das vom Ingenieur der Gotthardbahn-Gesellschaft Alexander Kuoni aus Chur erbaute „Chalet Kuoni“; ein geräumiges Chalet unweit des Silsersees. Segantini trat mit den Kunsthändlern Bruno und Paul Cassirer sowie Felix Königs aus Berlin in Kontakt, von denen er vertreten wurde. Ab 1896 arbeitete Segantini im Sommer in Maloja und im Winter in Soglio im Bergell. Hier entstanden unter anderem Hochgebirgslandschaften in einer dem Neoimpressionismus verwandten Maltechnik. Bekannt ist vor allem das grandiose Alpentriptychon Werden – Sein – Vergehen, (La vita – La natura – La morte) bestehend aus den Teilen Das Leben, Die Natur und Der Tod. Das Leben entstand 1896 bis 1899 in der Nähe von Soglio, Die Natur 1897 bis 1899 auf dem Schafberg oberhalb von Pontresina im Engadin und Der Tod 1896 bis 1899 beim Malojapass in Richtung Bergell. Das Triptychon hängt im Segantini Museum in St. Moritz.
Segantini hatte in der Zeit in Maloja einen regen Schriftwechsel mit den Dichtern Angelo Orvieto (1869–1967) und Domenico Tumiati (1847–1933); der Romanschriftstellerin Neera (Pseudonym für Anna Radius Zuccari, 1846–1918), die zu seinen ersten Biografen zählte, dem Mailänder Spätromantiker Gerolamo Rovetta, mit dem Librettisten Luigi Illica, dem divisionistischen Maler Giuseppe Pellizza da Volpedo und dem neapolitanischen Dichter Vittorio Pica (1866–1930). Letzterer machte von Paris aus den Impressionismus und den Symbolismus dem italienischen Publikum bekannt. Schließlich begann ein Austausch mit den Wiener Secessionisten, die in Segantini einen Wegbereiter sahen. Die Staatenlosigkeit bereitete Segantini große Schwierigkeiten. In Österreich hingegen, wo Kaiser Franz Joseph seine Werke bewunderte, wurde ihm ein gewisser Schutz gewährt.

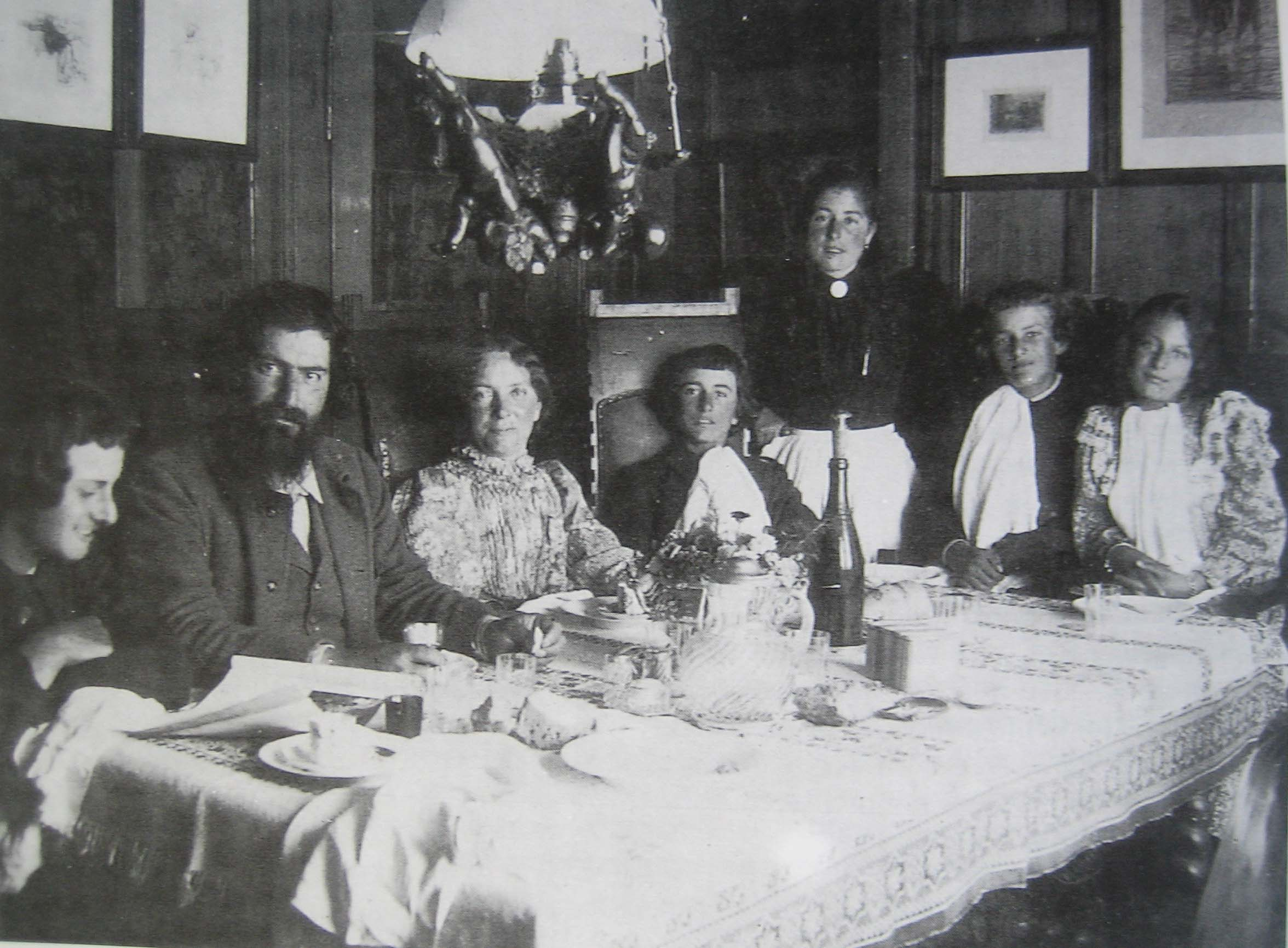
Familie Segantini in Maloja, 1898: von links Gottardo, Giovanni, Bice, Mario, Baba Uffer, Alberto, Bianca

Im Jahr 1897 kündigte Segantini vor einer Versammlung in Samedan ein Projekt an, welches von Engadiner Hoteliers finanziert werden sollte, jedoch nie zustande kam. Für die Weltausstellung in Paris im Frühjahr 1900 hatte er ein Panorama des Engadins vorgesehen. Es sollte ein Pavillon entstehen, der „ganz in der besten Tradition des Panoramas des 19. Jahrhunderts die Wiederherstellung der natürlichen Schönheiten des Engadins mittels eines bildnerischen und plastischen Illusionismus gezeigt hätte.“ Das Projekt sah eine kreisförmige Eisenarchitektur mit einer Gesamtfläche von 3850 Quadratmetern vor, welche die Landschaft und die Atmosphäre des schweizerischen Alpenlebens in einem 360°-Rundumblick darstellen sollte. Das Triptychon der Natur sollte darin integriert werden. Die hohen Kosten von einer Million Franc, die schon für die Miete hätten aufgebracht werden müssen, und die daraus resultierenden langen Verhandlungen, die bis ins Jahr 1900 geführt wurden, ließen das Projekt scheitern.
Für die Illustrierung einer Bibel, für die der Verlag „Geillustreerde Bijbel Uitgaven“ in Amsterdam ein Unternehmen gegründet hatte mit dem Ziel, die Bibel in mehreren Sprachen zu geringen Kosten herauszugeben, wurde bei zahlreichen europäisch anerkannten Künstlern um Beteiligung ersucht. Segantini lieferte im Jahr 1898 drei Zeichnungen ab. Das Unternehmen dauerte von 1896 bis 1903.

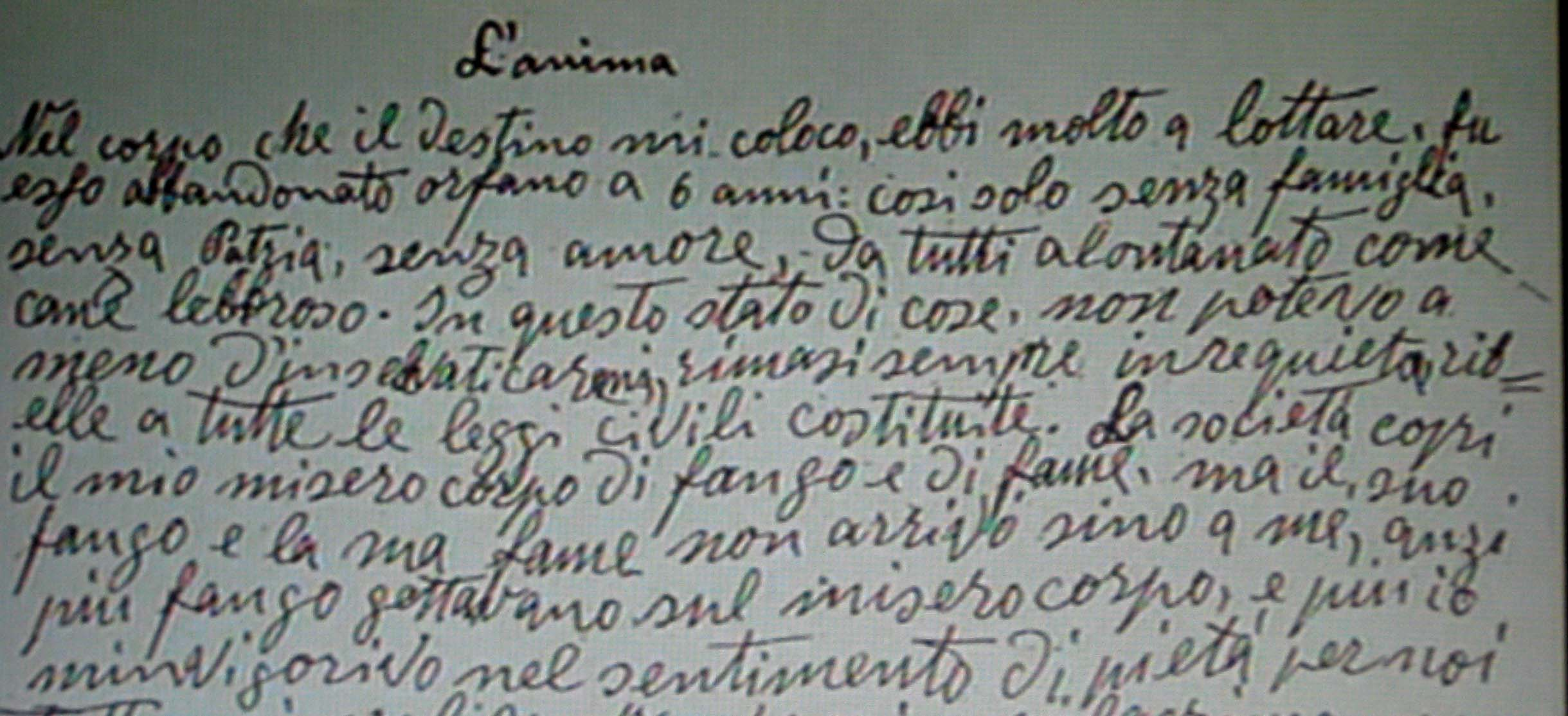
Notizen, hier zum Thema „Seele“.

Seine Gedanken und künstlerischen Auffassungen legte er in zahlreichen Texten dar. Im November 1898 wurden Segantinis „Betrachtungen über die Kunst“ – seine Antwort auf eine Umfrage von Lew Tolstoi in einem Artikel in Le Figaro, in dem dieser an die Künstler die Frage richtete: „Was ist Kunst?“ – von der Zeitschrift der Wiener Secession Ver Sacrum veröffentlicht.
Auf Tolstois Frage „Qu’est-ce que l’art?“ antwortete Segantini zu Beginn in Was ist Kunst?: „Als ich den Schmerz der Eltern eines toten Kindes lindern wollte, malte ich den ‚Schmerz vom Glauben getröstet‘; um das Band zweier Liebenden zu weihen, malte ich die ‚Liebe am Lebensborn‘; um die volle Innigkeit der Mutterliebe fühlen zu lassen, malte ich ‚die Liebesfrucht‘, den ‚Lebensengel‘; als ich die schlechten Mütter strafen wollte und die eitlen und unfruchtbaren Wollüstigen, malte ich die ‚Strafe im Fegefeuer‘, und als ich endlich die Quelle aller Übel andeuten wollte, da malte ich die ‚Eitelkeit‘.“
Zum Ende antwortete er: „Leo Tolstoi stellt sich, als ob er nicht wüßte, was man unter Schönheit verstehe und was ihre Bedeutung sei. Er braucht ja nur eine Blume zu betrachten; sie würde ihm besser als irgendeine Begriffsbestimmung sagen, was die Schönheit ist. Er stellt sich auch, als ob er nicht wüßte, wo die Kunst anhebt. Sie beginnt, wo das Brutale, das Gekünstelte und Banale aufhören. Wenn ihr an einem Bauernhause vorbeigeht, an dessen Fenster liebevoll gehaltene Blumen prangen, da könnt ihr sicher sein, im Innern jenes Häuschens werden Ordnung und Reinlichkeit herrschen, und die Leute, die es bewohnen, werden nicht schlecht sein. Hier beginnt die Kunst mit ihren Wohltaten.“

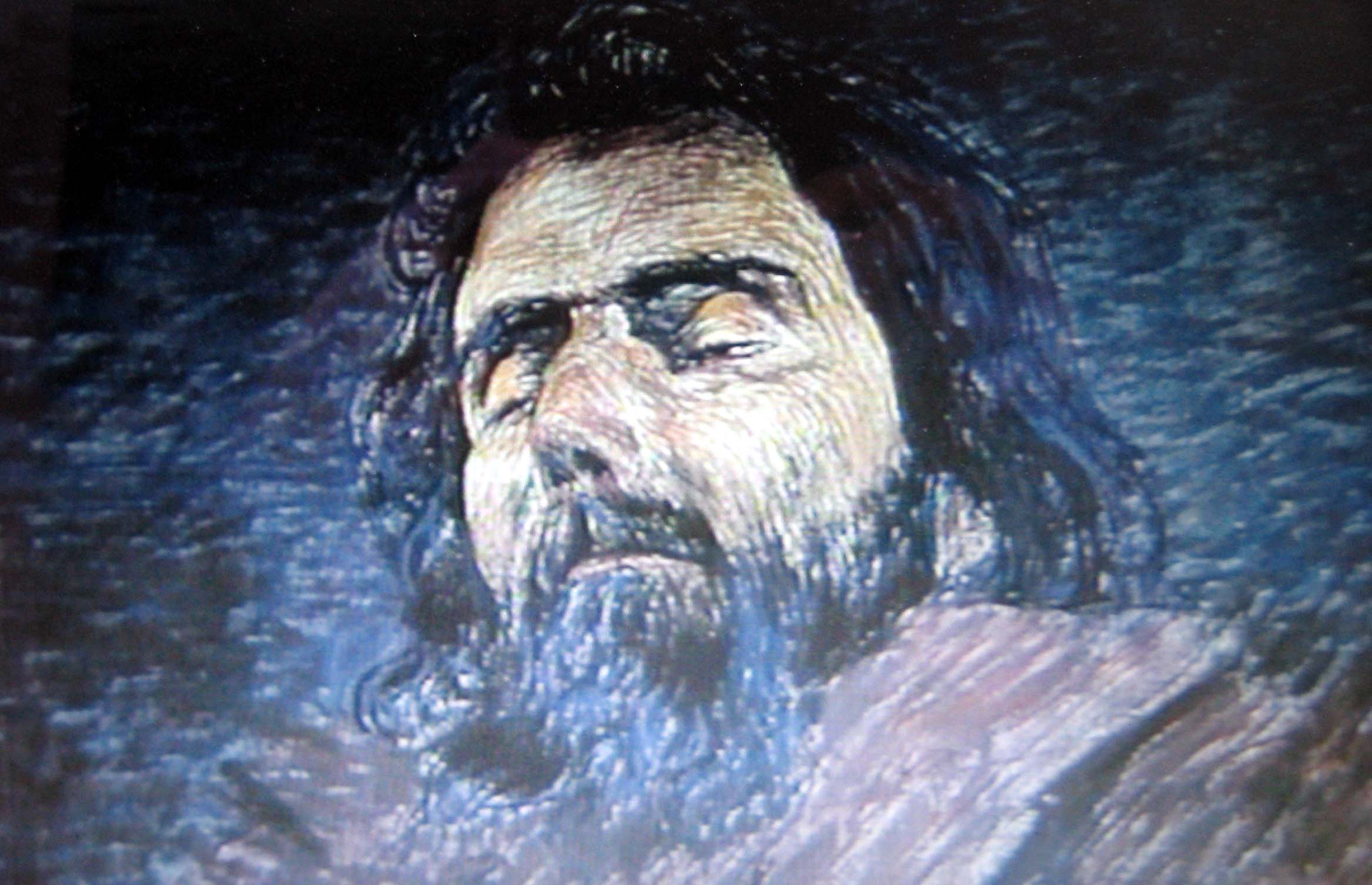
Giovanni Giacometti: Segantini auf dem Totenbett

Mitte September 1899 stieg Segantini mit Barbara Uffer und seinem Sohn Mario auf den Schafberg, um an dem schon fast fertiggestellten Sein zu arbeiten. Während des Sommers hatte er an Werden und Vergehen gearbeitet. Das große Triptychon der Natur sollte für die Weltausstellung in Paris fertig sein. Schon bald nach seiner Ankunft erkrankte er an Bauchschmerzen, Müdigkeit und Bewusstseinstrübungen, arbeitete jedoch unermüdlich weiter. Baba eilte hinab nach St. Moritz zu Oscar Bernhard, einem Arzt und Freund des Malers. Zusammen mit Segantinis Lebensgefährtin Bice, die aus Mailand herbeigeeilt war, stieg er auf den Berg, jedoch war eine Hilfe für den Kranken unmöglich, da er an einer Bauchfellentzündung infolge eines Blinddarmdurchbruchs erkrankt war. Der dringend notwendige Transport in ein Krankenhaus für eine Notoperation war unter den gegebenen Umständen nicht durchführbar.
Giovanni Segantini starb am 28. September im Alter von 41 Jahren in der später nach ihm benannten Hütte auf dem Schafberg, an einem Donnerstag, vierzig Minuten vor Mitternacht. Anwesend waren sein Sohn Mario, Oskar Bernhard und Bice. In Vorahnung seines kommenden Endes, aber auch in Vorausahnung seiner Anerkennung sagte er noch zu seiner niedergeschlagenen Frau: „Ich habe da unten eine große Menschenmenge gesehen, diese Menschen waren so klein, und ich, ich war so groß.“ Seine letzten Worte sollen gewesen sein: „Voglio vedere le mie montagne.“ (Ich will meine Berge sehen.) – ein letztes Bekenntnis zu seinen geliebten Bergen. Nach seinem Tod kam sein junger Freund Giovanni Giacometti ans Totenbett und malte den verehrten Künstler.

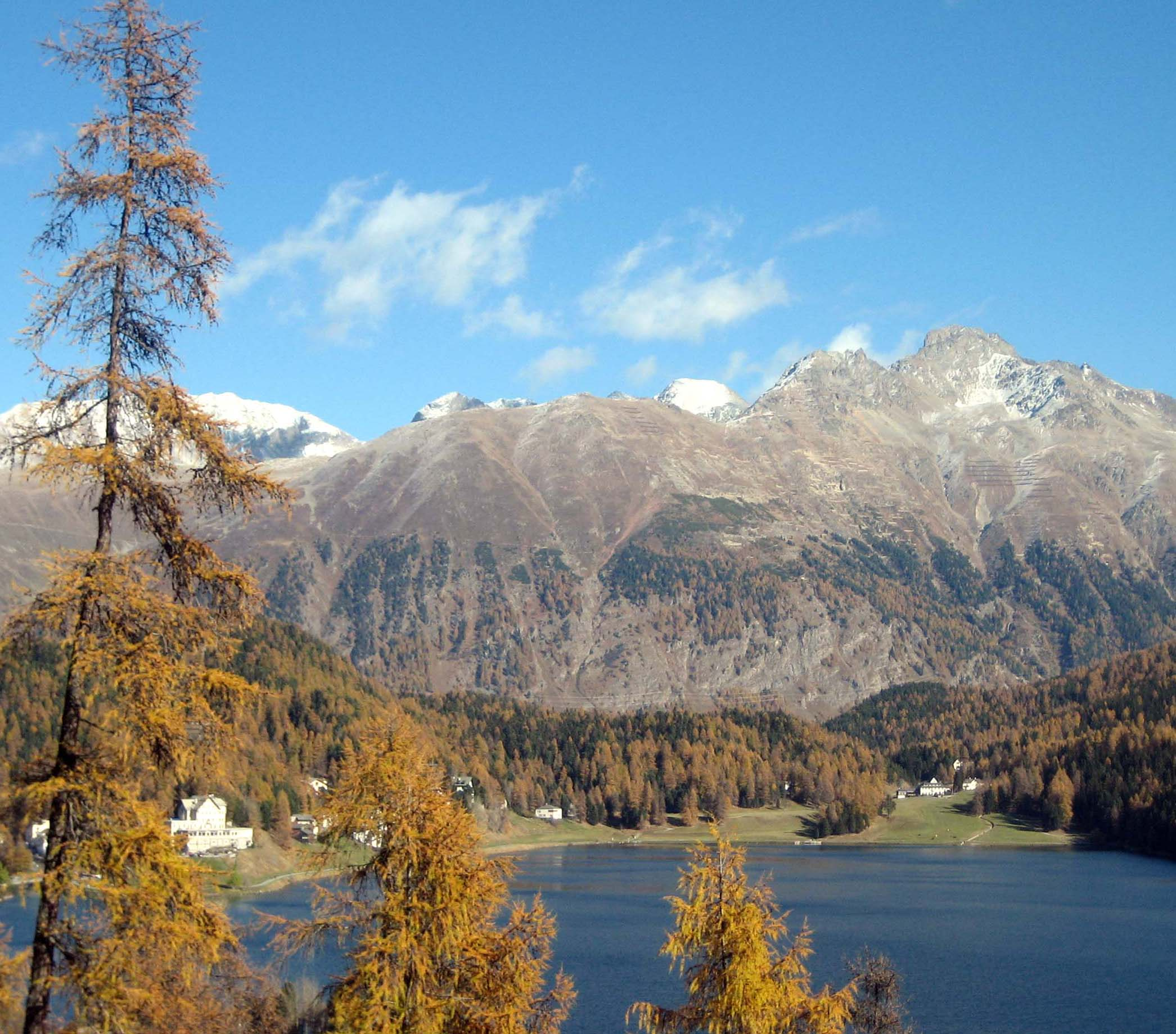
Der Schafberg (Bildmitte)
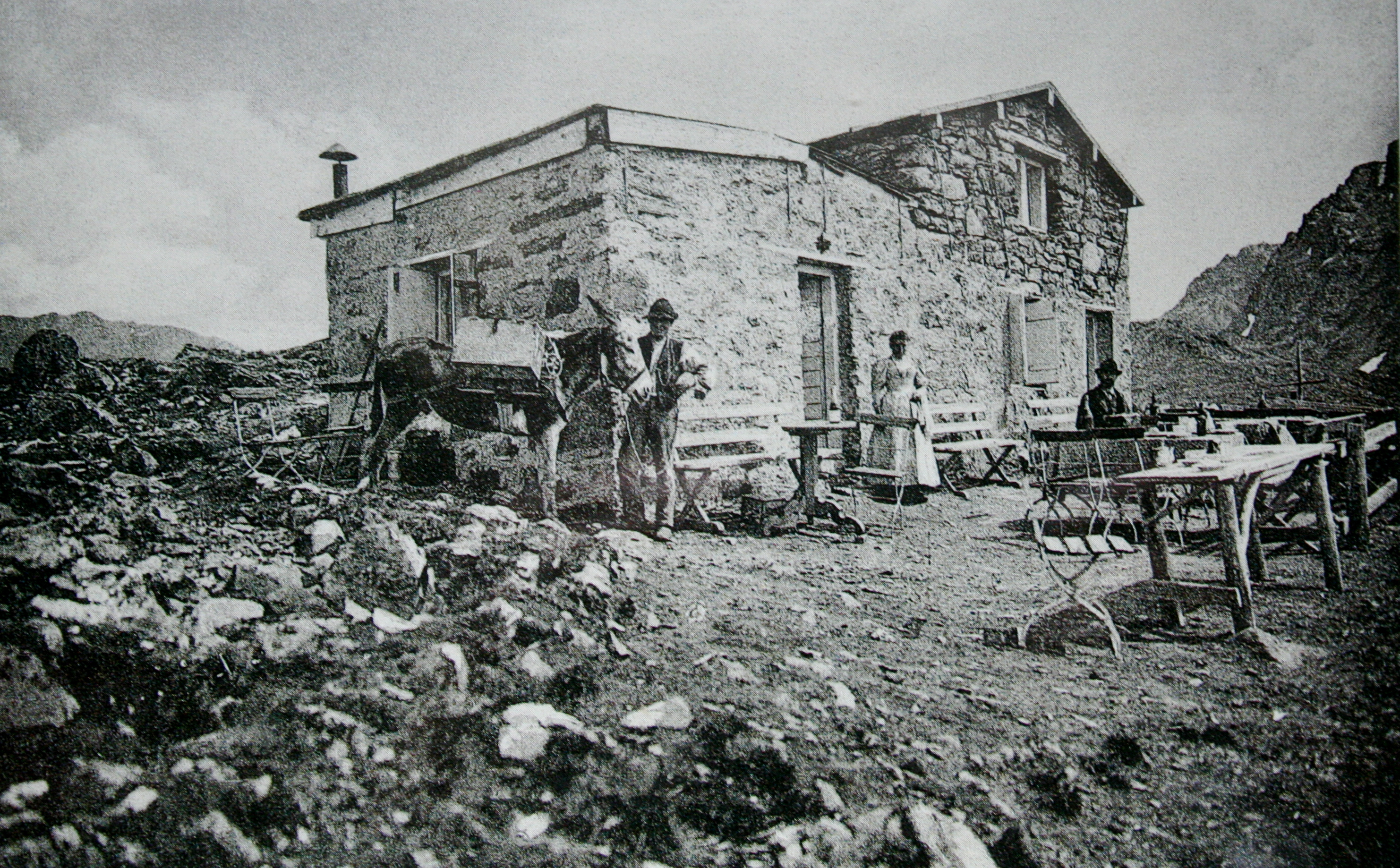
Segantinihütte um 1900
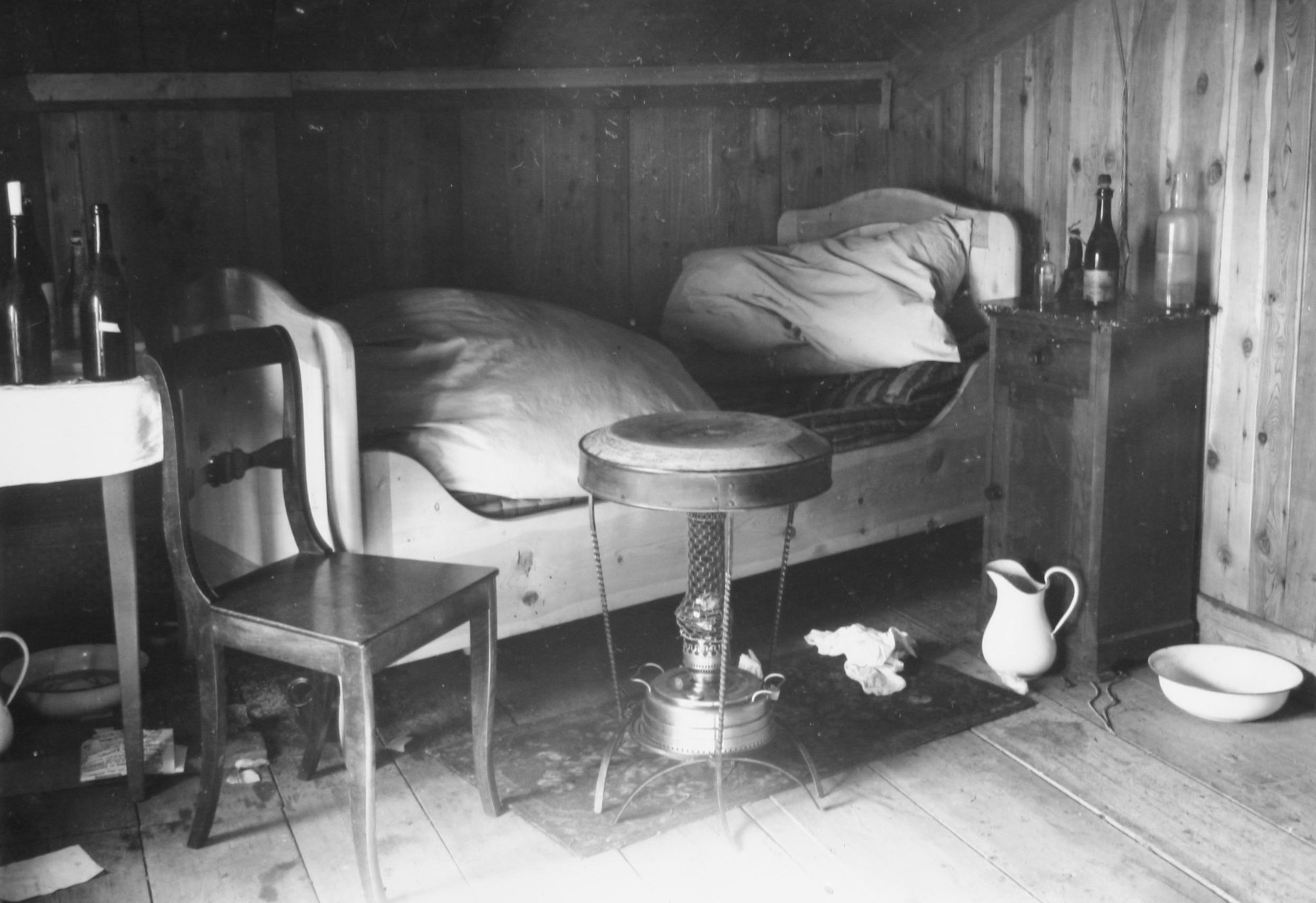
Segantinis Sterbezimmer
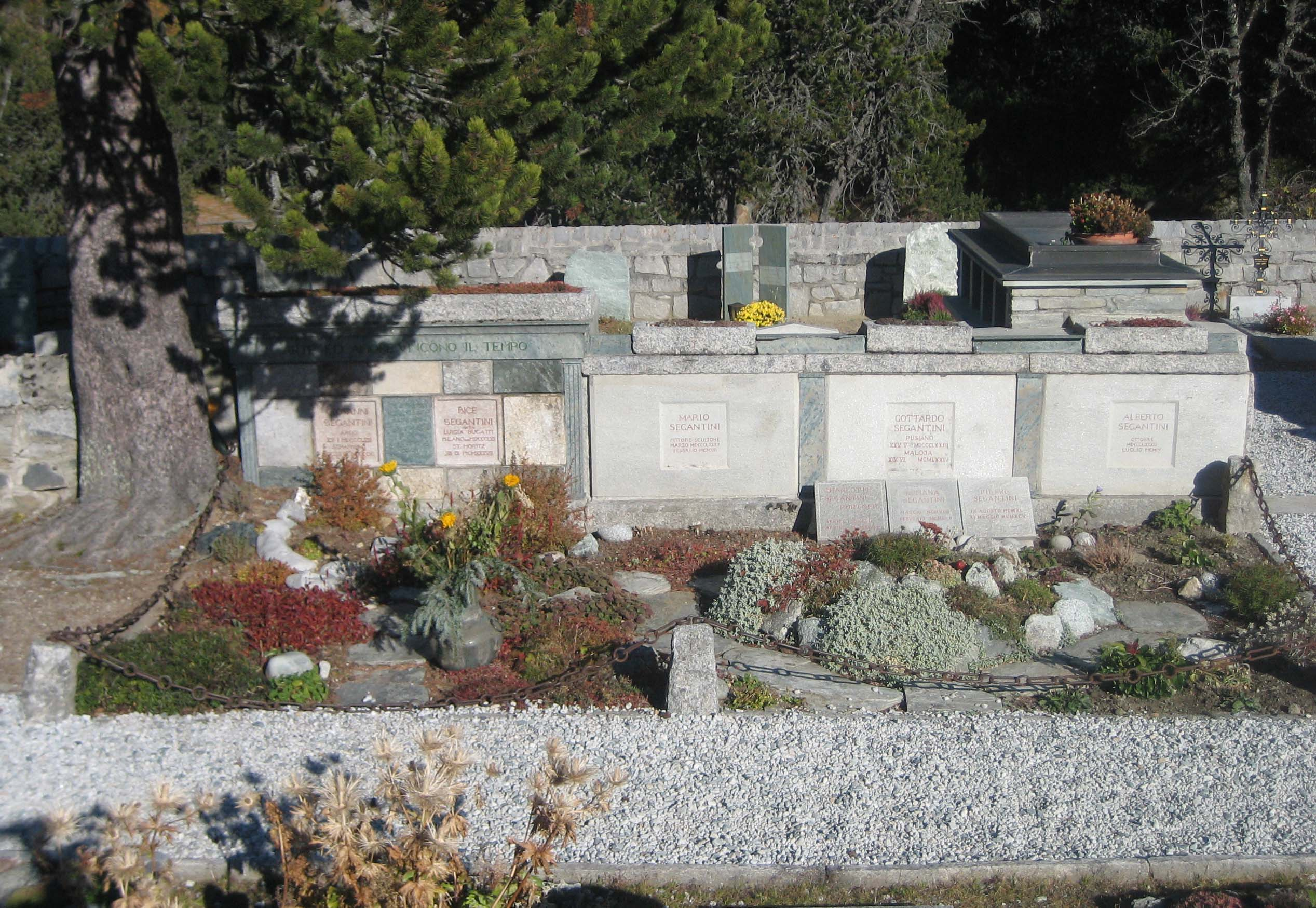
Die Gräber von Giovanni Segantini, Bice und ihren Söhnen

Am 1. Oktober 1899 wurde Segantini auf dem kleinen Friedhof von Maloja begraben, den er von 1895 bis 1896 im Glaubenstrost gemalt hatte. Bice starb am 13. September 1938 in St. Moritz, 39 Jahre später. Sie wurde neben Giovanni beigesetzt. Eine Tafel trägt die Aufschrift Da presso e da lunge in terra e in cielo uniti in vita e in morte ora e sempre (In der Nähe und der Ferne, auf der Erde und im Himmel, vereint im Leben und im Tod, jetzt und immer). Über ihren Gräbern steht die Inschrift Arte ed amore vincono il tempo (Kunst und Liebe besiegen die Zeit).
Neben Giovanni und Bice liegen die Gräber ihrer Söhne Mario, Gottardo und Alberto Segantini. Die Tochter Bianca wurde in Arco begraben, wohin sie nach ihrem Aufenthalt in Leipzig zurückgekehrt war.
In seinem 14 Tage nach dem Tod des Patienten verfassten ärztlichen Bericht legte sich Oscar Bernhard auf die Diagnose einer Blinddarmentzündung fest. Dass er den Kranken nicht operiert hatte, begründete er mit dessen allgemeiner Schwäche, der mangelhaften Beheizbarkeit des Raumes auf dem Schafberg und der Unmöglichkeit, ihn ins Tal zu transportieren. Die Symptome von Segantinis Erkrankung können jedoch auch auf eine Bleivergiftung hindeuten. Segantini verwendete bei seiner Malerei große Mengen an Bleiweiß. Messungen an dem Mantel, den Segantini bei der Arbeit trug, weisen eine Kontamination mit Blei an dessen Ärmeln nach.

## Der Künstler
Mit der Übersiedlung nach der Brianza begann Segantinis eigentliche Laufbahn. Hier befasste er sich in seiner künstlerischen Ausdrucksform mit Jean-François Millet, der mit seinen Bildern wie dem von 1868 bis 1873 entstandenen Le printemps (Frühling) bereits Stilelemente des Impressionismus vorweggenommen hatte und erst in seinen späteren, ab 1865 entstandenen Landschaftsgemälden und Zeichnungen mit ihrem mystischen Licht in die Nähe des Symbolismus rückte. Segantini kannte das Werk des Franzosen nur aus Fotografien. Trotz der Verwandtschaft mit Millet unterscheidet sich bei genauem Vergleich jedoch das Werk der beiden Maler: Der ursprüngliche Ateliermaler Millet malte seine Landschaften düster, Segantini hingegen hell und in einem schonungslosen Licht. In einem Brief an den Dichter Tumiati vom 29. Mai 1898 schrieb Segantini dazu:

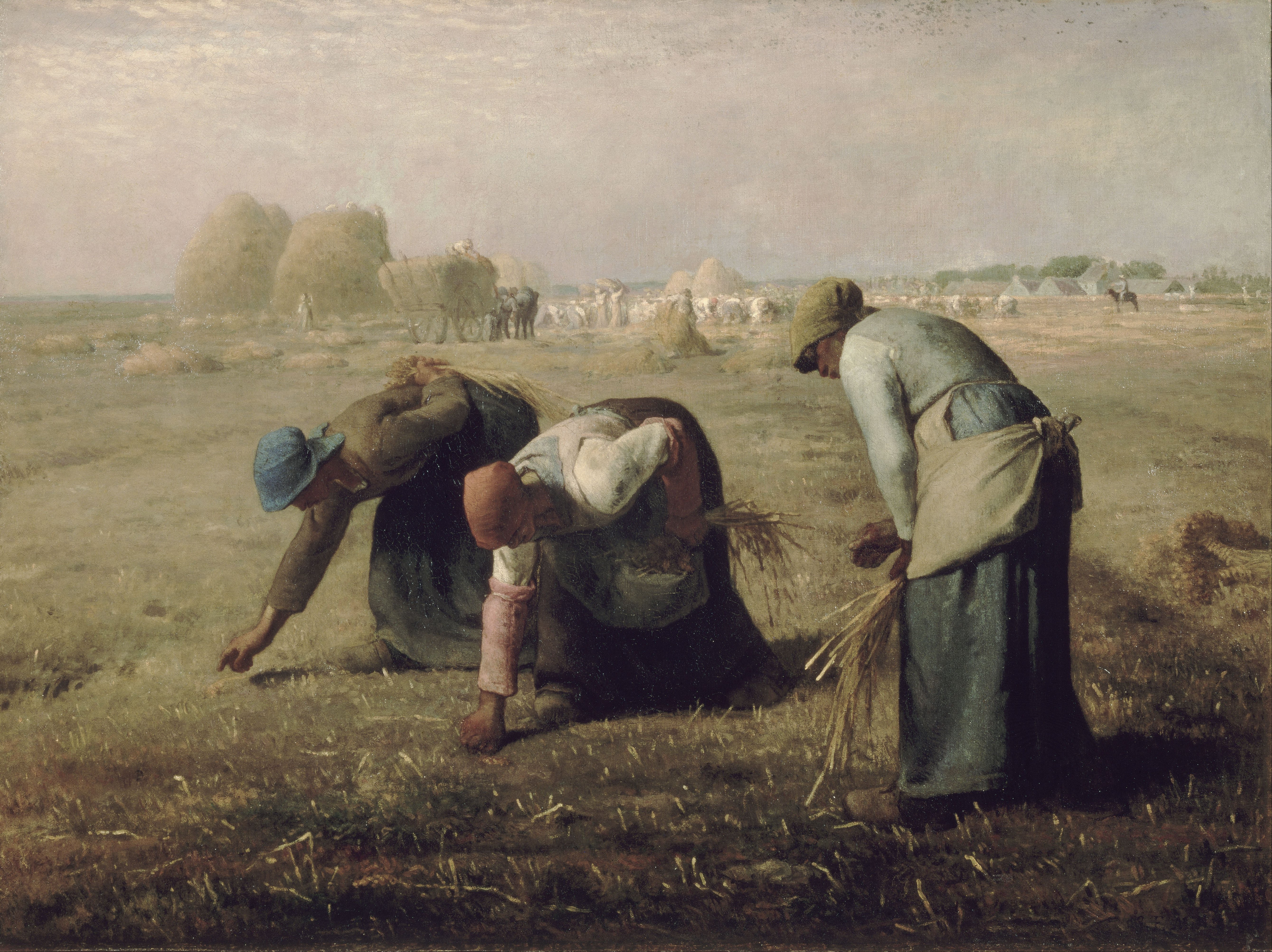
Jean-François Millet: Ährenleserinnen (1857)

„Um meine Gefühlsbewegungen zu stärkerem Ausdruck zu bringen und auch das ganze Milieu meines Werkes durch die poetisch-malerischen Empfindungen meines Geistes beleben zu können, emanzipierte ich mich in der ersten Zeit von den kalten Modellen, ging abends in den Stunden des Sonnenuntergangs aus und nahm die Stimmung in mich auf, die ich am Tage der Leinwand mitteilte.“
Diese poetisch-verträumte Epoche fiel zeitlich zusammen mit seiner Befreiung aus dem seelisch einengenden Leben der Großstadt. Die Harmonie seiner bäuerlichen Umgebung, seine Verliebtheit in das Landleben und den eigenen jungen Haushalt trugen zu dieser künstlerischen Entwicklung bei und förderten ein Schaffen von innen heraus.

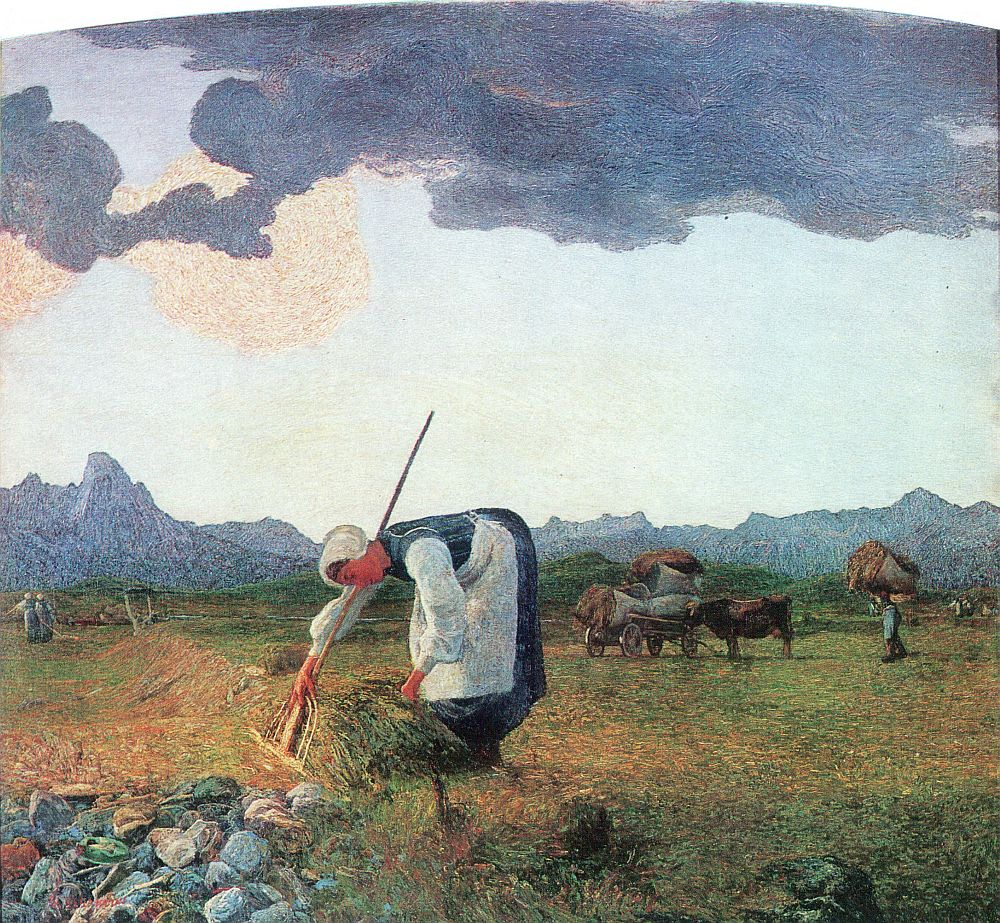
Giovanni Segantini: Die Heuernte (1890–98)

Der Mensch war bei Segantini von Anfang an in die Landschaft eingebettet und verschmolz mit ihr. Millet hatte den Bauern poetisiert, ihn romantisch-literarisch erhöht; bei Segantini bleiben die Hirten und Bauern einfach und ohne jedes Pathos. Millet entdeckte mit Gustave Courbet den Bauern als künstlerisches Thema, und die Wahl dieses Motivs war Ausdruck eines sozialethischen Programms. Millet erlebte den Bauern als Intellektueller, als Städter, von außen gesehen und als Kritiker des Städtedaseins. Trotz der äußeren Ähnlichkeit der Motive beider Künstler haben die von Segantini ein ganz anderes Wesen. Er spürte dies deutlich und drückte es zudem so aus. Er wolle einfach seine Modelle „[…] malen, ganz anders als Millet, glücklich, schön und zufrieden, kein Mitleid erweckend, sicher eher Neid, wenn man sie und ihr Leben kennen lernt, wie ich es getan.“
Im Kunstwart, einer deutschen Zeitschrift, die der Lebensreformbewegung nahestand, nahm Ferdinand Avenarius 1908 den Vergleich zu Millet auf und fasste sie in Feststellung zusammen: „Segantini erreicht an Wucht der Menschengestaltung Millet nicht annähernd, strebt aber auch gar nicht, ihn zu erreichen. Er gibt seinem Menschen mit Millet Größe, aber zum Alleinherrscher macht er ihn nicht. Das Große ist ihm in noch anderem Maße als Millet das Ganze, das Land, das mütterliche Land, oder, mit einem Abwandeln der Gefühlsbetonung, das ‚Leben‘.“ Im Widerspruch zu Segantinis Streben, die Größe von Natur- und Menschenleben ohne Pathos zu schildern, verfiel sein Sohn als Biograf oft in einen hymnischen Ton, wo es um die Darstellung der Größe des Künstlers geht:
„Ihm ist der Künstler ein Priester der hehren Schönheit des Erschaffenen, der im Dienste dieser erleuchteten Göttin sein Leben zu stellen und, wenn nötig, zu opfern hat.“
Segantini lebte in einer Zeit beschleunigter Industrialisierung, großer technischer Leistungen (Vollendung der Gotthardbahn 1882) und Fortschritte in der Naturwissenschaft. Wie viele Künstler sah er im Vordringen naturalistischer und materialistischer Denkweisen eine Gefahr für das Geistige, die Seele und das Ideal. Zum Verhältnis von Ideal und Natur sagte er: „Ein Ideal außerhalb des Natürlichen hat keine Lebenskraft von Dauer; aber eine Wirklichkeit ohne Ideal ist eine Wirklichkeit ohne Leben.“
In der Biografie über Segantini fragte sein Sohn Gottardo, ob Segantini Naturalist oder Idealist gewesen sei, und kam zum Schluss, dass er weder das eine noch das andere war. „Das ist kein Naturalist mehr, der sein Können im Wetteifer mit den Größten seiner Zeit durch ernstes ständiges Bemühen immer mehr vervollständigt hat, das ist ein großer Idealist.“ Die Natur belauschend wiederzugeben, nicht das „Sich-Vertiefen in groteske und interessante Sonderheiten, sondern das Festlegen der allgemeinen erkannten Schönheiten“, war die Grundrichtung seines Bemühens.
Segantini wollte nicht den Kritikern nachlaufen, nicht sogenannte Volkskunst hervorbringen. Seine Bilder waren keine Publikumsbilder. Sie erregten bei den schaffenden Malern Aufsehen, wurden jedenfalls dort anerkannt, wo sie in vorwärtsdrängende Kunstströmungen hineinpassten. Sie gewannen insofern eine Sonderstellung, als sie an verschiedenen Stellen dazu benutzt wurden, der althergebrachten malerischen Einstellung den Kampf anzusagen.
Wenn nach dem Tod des Künstlers seine Werke und sein Name rasch Ruhm erlangten und das Publikum seine Bilder zu den „Lieblingen ihrer Wahl“ machte, so kann man nicht den Schluss daraus ziehen, sie seien auch als Publikumsbilder gemalt worden.
Die Beurteilung von Segantinis Kunst war lange Zeit davon bestimmt, dass er in pointillistischer Technik malte. Für ihn selbst war die Technik aber nur Mittel zum Zweck. Er war vor allem Maler von landschaftlichen Träumen und ließ sich durch das Hochgebirge dazu inspirieren, diese Träume auf die Leinwand zu bringen. Obwohl Segantini, kunsthistorisch gesehen, mit seiner eigenen Technik des Pointillismus zu den Symbolisten gehört, war er in seiner Grundhaltung ein Expressionist und bediente sich realistischer Ausdrucksformen. So steht er, „bei aller Verschiedenheit der Mittel, Caspar David Friedrich nahe, den er freilich im Malerischen wie in der Urwüchsigkeit des Naturerlebnisses überragt.“

### Das Alpentriptychon
Das für die Weltausstellung in Paris 1900 vorgesehene Panorama des Engadins konnte aus finanziellen Gründen nicht verwirklicht werden. Segantini reduzierte die für das Panorama vorgesehene Alpensymphonie auf sieben Teile und begann mit den drei Mittelstücken. Nach Skizzen arbeitete er an den weiträumigen Bildern, auf denen Licht, Luft, Entfernung und Hintergrund den wahren Geist des Gebirges sichtbar machen sollten. Weil wegen Segantinis Tod die vorgesehenen vier weiteren Bilder Eigenliebe, Nächstenliebe, Die Arbeit und Die Lawine für die Alpensymphonie nicht fertiggestellt wurden, ist das Alpentriptychon als ein Fragment dessen zu sehen, was Segantini vorhatte: Ein Panorama des Engadins.
|  |  |  |

Panorama des Engadins
Die Kartons von Segantini aus den Jahren 1898–1899

Ursprünglich hießen die drei Gemälde Armonie della vita, La natura und Armonie della morte; die Titel La vita – La natura – La morte, sowie deren deutsche Übersetzung Leben – Natur – Tod, erhielten die drei Bilder erst nach Segantinis Tod. Anlässlich der „IX. Kunstausstellung der Vereinigung bildender Künstler Österreichs“ in der Wiener Secession im Januar 1901 wurden die drei Bilder erneut umbenannt in Werden – Sein – Vergehen, womit das Werk zum heutigen Alpentriptychon wurde.
Armonia della morte wurde zuerst begonnen, aber immer wieder zurückgestellt. Armonie della vita entstand als zweites der drei Bilder und wurde im Herbst 1896 in Soglio begonnen. La natura – und damit meinte Segantini die Natur der Bergwelt – sollte „propagandistisch für St. Moritz als Auftraggeber des großen Werkes, eine gewaltige, damals sagte man ‚grandiose‘ Verherrlichung finden.“ Segantini fertigte eine große Zeichnung unter dem Titel Sein an, die als Vorführobjekt diente und die Auftraggeber von der Schönheit des Projekts überzeugte. Nach Abschluss des Vertrages zog Segantini die beiden Bilder Armonie della vita und Armonie della morte als Seitenstücke zu La natura heran.
Zum Triptychon zeichnete Segantini 1899 drei Kartons und ließ diese dem Präsidenten der Kunstkommission für die Weltausstellung zukommen. Ein von Segantini verfasster und von Grubicy ins Französische übersetzter Brief begleitete die Eingabe der Kartons und besagt, dass das Triptychon mitsamt den Lünetten eine Ausdehnung von zwölfeinhalb Metern Breite und fünfeinhalb Metern Höhe hätte einnehmen sollen.
Werden – La vita
Werden zeigt die Landschaft bei Soglio im Bergell auf dem Hochplateau Plan Luder in der untergehenden Sonne. Im Hintergrund sind links die Scioragruppe und rechts der Bondascagletscher erkennbar. Der Blick des Betrachters wird durch den absteigenden Weg zu Mutter und Kind gelenkt, dem eigentlichen Zentrum des Bildes. Die Mutter ist wie mit der Arve verwachsen und Segantini sagte, das Bild stelle „[…] das Leben aller Dinge dar, die ihre Wurzeln in der Mutter Natur haben.“ Die Äste des Baumes ragen in den Himmel. Sie stellen eine Verbindung zwischen Erde und Himmel dar, von dem der Blick über den Abhang des Berges rechts hinunter zu den beiden Frauen auf dem Weg gelenkt wird. Der Kreis schließt sich.
Der Karton zeigt die Lünette eine Allegorie der Kräfte, die Leben und Tod spenden. Vom Wind geblasen, ziehen mit dem Tod Wasser und Feuer, gleichwohl entsteht aus ihrer Zerstörungskraft neues Leben. Für die Medaillons rechts und links waren die Darstellungen von Eigenliebe und Nächstenliebe vorgesehen.
Sein – La natura
Sein entstand auf dem Schafberg oberhalb von Pontresina. Der Betrachter blickt im letzten Tageslicht auf St. Moritz und die Oberengadiner Seen; im Hintergrund liegt die Berninagruppe. Die heimkehrenden Menschen und Tiere sind ruhig in den Kreislauf der Natur eingebunden. Entgegen den tatsächlichen Verhältnissen lässt Segantini den Vordergrund wie eine Hochebene erscheinen. Die Talsohle mit den Seen wölbt er nach oben, so dass sie flacher erscheint als sie tatsächlich ist. Durch den tief gelegten Horizont wird der Blick des Betrachters auf den Himmel fixiert.
Dessen außergewöhnliche Leuchtkraft erzielte Segantini, indem er den ganzen Himmel mit radial nach außen gerichteten feinen Strichen überzog. Im Bereich der Sonne verwendet er mehr Gelb, gegen außen immer mehr Hellblau und Weiß, wobei die Striche mit etwas Rot versetzt sind.
Die Lünette des Kartons zeigt St. Moritzer Häuser in einer Winterlandschaft, vom Mondlicht hell angestrahlt. Für die Medaillons rechts und links waren die Darstellungen von Alpenrose und Edelweiss vorgesehen, die Symbole für den alpinen Frühling und Sommer.
Vergehen – La morte
Das unvollendet gebliebene Vergehen zeigt eine winterliche Morgenlandschaft beim Malojapass, in der eine junge Tote aus einer Hütte getragen wird. Durch den Zaun und das Pferd wird der Blick hinauf zu den Wolken gelenkt: Die Tote hat das irdische Leben überwunden. Der mit Licht erfüllte Himmel zeigt Hoffnung und Trost.
In der Lünette des Kartons tragen zwei Engel die Seele der Toten in den christlichen Himmel, denn alles Vergehen findet eine Wiedergeburt im gläubigen Herzen. In den Medaillons rechts und links davon waren die Darstellungen von Die Arbeit und Die Lawine vorgesehen.
| La vita – Werden | La natura – Sein | La morte – Vergehen |

Il trittico della natura – Das Alpentriptychon 
 La vita, 190 × 320 cm – La natura, 235 × 400 cm – La morte, 190 × 320 cm; Werden – Sein – Vergehen, 1898–1899, Öl auf Leinwand 
Segantini Museum, St. Moritz. 
Gottardo Segantini über dieses Werk:
„Der Aufbau des ganzen Triptychons läßt an die Meisterwerke der Renaissance denken, in denen die Künstler nie müde werden, die verschiedenartigsten Gestaltungen zusammenzuzwingen, um einen religiösen Gedankengang vollständig zur Vergegenwärtigung zu bringen. Die Schönheit der drei großen Bilder […] läßt den Gedanken aufkommen, daß es diesem gottbegnadetem Künstler möglich gewesen wäre, auch gegen den damaligen und heutigen Geschmack im vollendeten Werk ein solches malerisches, künstlerisches, gedankliches Wunder zu schaffen, daß von diesem ‚Triptychon der Natur‘ eine neue Ära der Malerei ihren Anfang hätte nehmen können.“

## Rezeption

### Wirkung auf die Zeitgenossen
Im Ottocento, der italienischen Kunst des 19. Jahrhunderts, galt Segantini als universellster Maler. Kunsttheoretiker reihten ihn gleichbedeutend unter die Künstler Edvard Munch, Vincent van Gogh und James Ensor ein. Wassily Kandinsky verglich Segantini in seiner 1912 erschienenen einflussreichen kunsttheoretischen Schrift Über das Geistige in der Kunst mit Dante Gabriel Rossetti und Arnold Böcklin, wobei er hervorhob, dass Segantini, „dem auch die formellen Nachahmer eine nichtswürdige Schleppe bilden […] äußerlich der materiellste ist, weil er ganz fertige Naturformen nahm, die er manchmal ins kleinste durcharbeitete (z. B. Bergketten, auch Steine, Tiere usw.) und es verstand, trotz der sichtbar materiellen Form, abstrakte Gestalten zu schaffen, wodurch er innerlich vielleicht der unmateriellste dieser Reihe ist.“
Die Pariser Avantgarde fand jedoch keinen Zugang zu Segantini: sein Name und sein Werk gerieten schnell in Vergessenheit. Allzu sehr vereinfacht wurde damals die Geschichte der Malerei des 19. Jahrhunderts gelehrt, „indem man sie nämlich der französischen Avantgarde gleichgesetzt hat und nur den revolutionären bildnerischen Gestaltungsmitteln Bedeutung beigemessen hat. […] Diese Betrachtungsweise hat zur Folge, dass alle nicht direkt an diese vereinfachten Schematismen gebundenen Künstler oder Bewegungen nicht mehr zum kulturellen Allgemeinwissen gehören.“ Das kulturelle Milieu Frankreichs und Segantinis allzu „fremdes“ Werk stellte für die Franzosen somit keinen Anknüpfungspunkt dar, trotz des Einflusses der Gemälde von Millet.
Eine Ausnahme bildete hier nur der Florentiner Kreis, da dieser sich dem französischen Impressionismus bereits in den Jahren von 1875 bis 1880 geöffnet hatte. Das Ottocento wurde außerhalb der Landesgrenzen weitgehend ignoriert und angelsächsische und französische Historiker beharrten hartnäckig darauf, die italienische Kunst des 19. Jahrhunderts als, wie Alphonse de Lamartine es sagte, „terre des morts“ zu sehen. Zudem bescherte 1900 die verpasste Weltausstellung in Paris Segantini einen Popularitätsverlust; die Ausstellung seines Panoramas des Engadins hätte seinen Erfolg in Paris bestätigen können.
Schon zu Lebzeiten Segantinis, innerhalb der von 1868 bis 1912 dauernden Meiji-Zeit, machten sich die Japaner mit seinem Werk vertraut und sind ihm bis heute treu geblieben. Der italienische Maler Antonio Fontanesi (1818–1882), der vom japanischen Kaiser 1876 als O-yatoi gaikokujin nach Tokyo gerufen wurde, um für zwei Jahre als Lehrer für Freilichtmalerei an der ersten zur Kōgakuryō gehörenden abendländischen Akademie Kōbu Bijutsu gakkō zu unterrichten, verdankt „Japan die geistige Verarbeitung der europäischen Sichtweise und die Teilnahme an den bedeutenden internationalen Kunstströmungen des 20. Jahrhunderts.“ So ist Segantini heute unter anderem im Nationalmuseum für westliche Kunst in Tokyo vertreten.
Die erste Gedenkausstellung für Segantini wurde am 26. November 1899 in Mailand eröffnet, zwei Monate nach seinem Tod.

### Nachwirkungen im 20. Jahrhundert

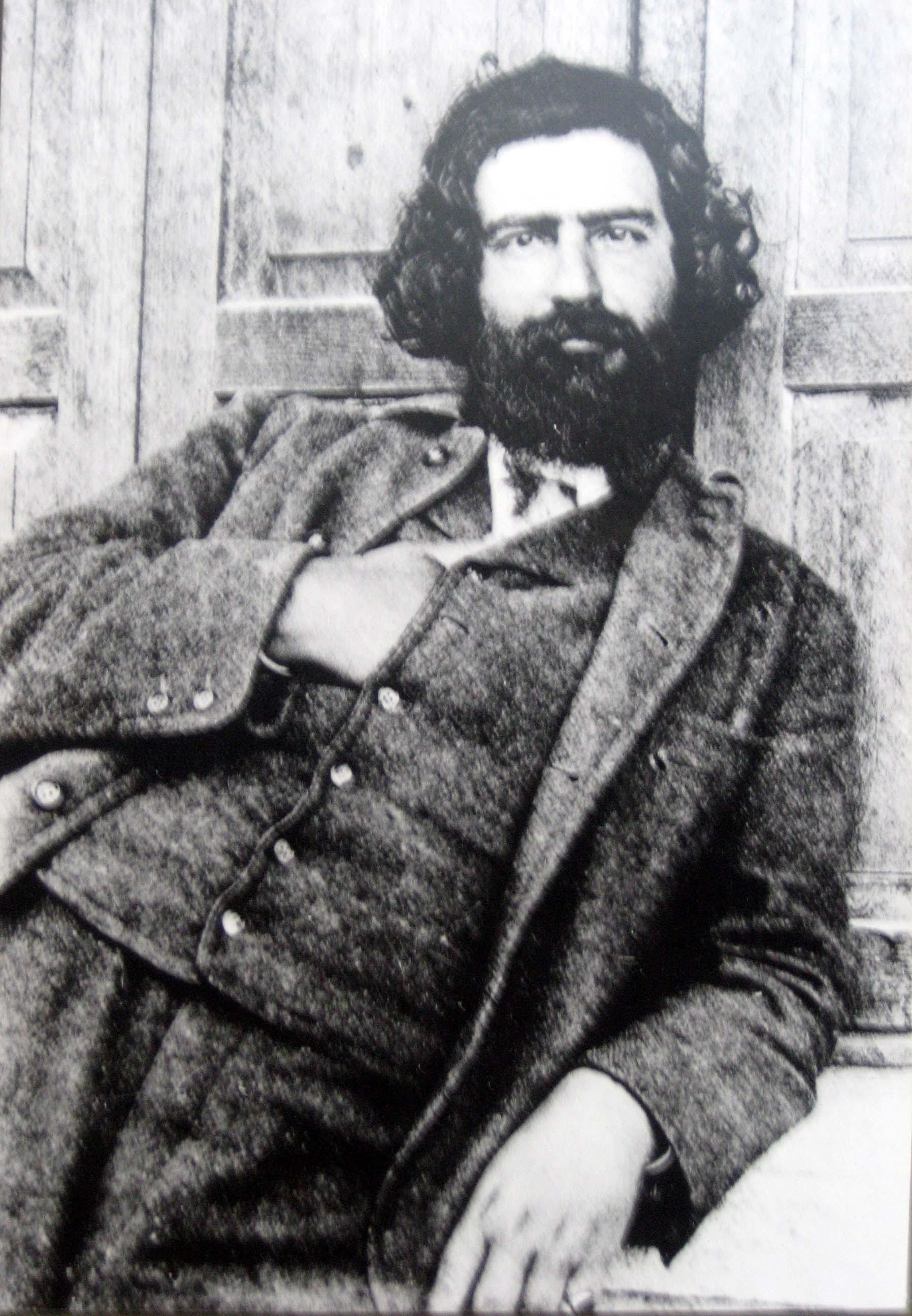
Giovanni Segantini, 1898

Segantini wurde nur im Norden als „Phänomen“ wahrgenommen, südlich der Alpen verstand man ihn als Repräsentanten der in das 20. Jahrhundert aufbrechenden italienischen Malerei. Nördlich der Alpen galt er für viele Künstler als Schöpfer und Darsteller einer naturverbundenen Lebensform. Dass diese später zu einer rückwärtsgewandten Heimatkunst führte, kann man Segantini nicht anlasten.
Im Jahre 1903 fertigte Paul Klee die groteske und satirische Radierung Jungfrau im Baum an, die eine starke Affinität zu Segantinis Gemälde Die bösen Mütter aufweist und die eine der ersten, aus einer bis 1905 entstandenen Serie von zehn Radierungen ist, die Klee Inventionen nannte.
Den Musiker Anton Webern inspirierte 1905 das Alpentriptychon zu einem ersten Streichquartett. Webern hatte während seines musikwissenschaftlichen Studiums an der Universität Wien als Nebenfach Kunstgeschichte belegt und bei einem Aufenthalt in München im August 1902 das Gemälde Das Pflügen von 1890 in der Münchner Pinakothek gesehen. So schrieb er in sein Tagebuch: „Ich sehne mich nach einem Künstler in der Musik, wie’s Segantini in der Malerei war, das müsste eine Musik sein, die der Mann einsam fern alles Weltgetriebes, im Anblick der Gletscher, des ewigen Eises und Schnees, der finsteren Bergriesen schreibt, so müsste sie sein wie Segantinis Bilder.“ Im Sommer 1905 stellte er die Komposition für ein Streichquartett fertig, welches erst aus dem Nachlass des Komponisten bekannt wurde. Die Uraufführung fand am 26. Mai 1962 in Seattle durch „The University of Washington String Quartet“ statt. Aus einem Skizzenblatt für das Quartett geht hervor, dass das Motto Werden, Sein und Vergehen Webern als ein Leitgedanke während des Kompositionsprozess diente.
1932 drehte Leni Riefenstahl den Bergfilm Das blaue Licht und schrieb in ihren Memoiren: „Nun fehlten mir noch die Bauern, sie waren am schwierigsten zu finden. Ich wollte besondere Gesichter haben, herbe und strenge Typen, wie sie auf den Bildern von Segantini verewigt sind.“ Riefenstahl hatte diese Typen nicht gefunden, denn die „‚Wirklichkeit‘ Segantinis ist immer durch die künstlerische Herkunft, hier von Millet und Anton Mauve, gefiltert“
Die letzten Worte Segantinis „Voglio vedere le mie montagne“ machte 72 Jahre später der Bildhauer Joseph Beuys, der sich über die Weihnachtstage und über den Jahreswechsel 1969/70 gemeinsam mit seiner Ehefrau Eva und den beiden Kindern Jessyka und Wenzel im Hotel Waldhaus in Sils im Engadin aufhielt, zum Titel einer Rauminstallation im Van Abbemuseum in Eindhoven. Sie trägt den Titel Voglio vedere i miei montagne, 1971. Einem großen Schrank mit ovalem Spiegel auf der linken Seite steht rechts ein Bettgestell gegenüber. Zwischen Bett und Schrank stehen eine hohe, an einer Seite offene Transportkiste sowie eine niedrige Holztruhe, auf der ein Stück Mooreiche liegt und in deren Inneren sich ein gelbes Tuch und ein Knochen befinden. Auf einem mit Schwefel überzogenen Schemel ist ein mit Fett eingeschmierter Spiegel aufgestellt. Im Bett liegt eine Fotografie, die Beuys angezogen und mit Wanderstab in der Hand in ebendiesem Bett liegend zeigt. Neben dem Schrank, in Kopfhöhe, hängt ein Porträt von Beuys. „Hier neben diesem Schrank bin ich geboren worden: Da an der Seite. Von Zeit zu Zeit hat mich der Schrank unheimlich verfolgt. Ich hatte die ersten Träume neben diesem Schrank […]“ Jeder dieser Gegenstände ist mit Kreide bezeichnet. Auf dem Schrank steht das rätoromanische Wort „Vadrec [t]“ (Gletscher); auf der Holztruhe „Sciora“ (Felsen, Bergkette); auf der Rückseite des Spiegels „Cime“ (Berggipfel) sowie „Pennin“ und auf dem Bett „Walun“ (Tal). Der Kolben eines Gewehrs an der Wand trägt die Aufschrift „Denken“. Alle Gegenstände, Schrank, Transportkiste, Holztruhe, Schemel und Bett sind am Boden mit einer Kupferkonstruktion verbunden. Von der Decke, in der Mitte des triptychonartigen Halbrunds der Installation, hängt eine bis knapp auf den Boden hinabreichende runde Lampe, die ein rundes Filzstück hell beleuchtet.
„Wie die Berge Segantini des Kreislaufs von Werden und Vergehen versichern, so wird in der Installation [von Beuys] das zufällige Leben eine Notwendigkeit.“ Beuys durchbricht Segantinis schicksalhafte symbolische Vision. Für Beuys ist der Fluss des Kreislaufs form- und beeinflussbar.
Beuys hatte bei Segantini der „Ganzheitsanspruch angezogen, das Aufgehen von Mensch und Tier im Naturgeschehen, der zyklische Rhythmus von Leben und Vergehen. ‚Macht die Kunst zum Gottesdienst‘, hatte der Pantheist Segantini erklärt und gefordert, der neue Kult solle in der Natur, der Mutter des Lebens wurzeln, soll mit dem unsichtbaren Leben der Erde und des Weltalls in Verbindung stehen.“
1974 gab die britische Rock-Band Yes eine Kompilation zweier Alben mit dem Titel Yesterdays heraus. Vom Fantasy-Künstler Roger Dean entworfen, geht das Motiv der austauschbaren Vorderseite auf Giovanni Segantinis Bild Die Strafe der Wollüstigen von 1891 zurück. Die Vorderseite zeigt zwei verdorrte, in sich verschlungene Baumstämme an den Rändern links und rechts. Rechts oben steht das Yes-Logo und der Albumtitel. In der Bildmitte schwebt eine junge, unbekleidete Frau.
Der israelisch-schweizerische Komponist Yehoshua Lakner brachte 1999 sein „Segante“-Projekt über Giovanni Segantini zur Aufführung im Kuppelsaal des Hauptgebäudes der Eidgenössischen Technischen Hochschule in Zürich, sowie in Mailand und in Bratislava.
Den italienischen Komponisten und Pianisten Ludovico Einaudi inspirierten die drei Gemälde Segantinis zum Alpentriptychon mit seinen Themen Natur, Leben und Tod 2007 zu Divenire, einer Suite für Klavier, zwei Harfen und Orchester.

### „Sentiero Segantini“
Im Jahre 1994 (100 Jahre Segantini in Maloja) entstand auf Initiative der Basler Fotografen Dominik Labhard und Hans Galli ein Spaziergang, der so genannte „Sentiero Segantini“, der wichtige Stationen von Segantinis Schaffen in Maloja miteinander verbindet und mit Schautafeln dokumentiert. Der Weg beginnt bei der „Casa Segantini“, Segantinis Wohnhaus und Atelier, und endet bei der Kirche „Chiesa Bianca“, in der Segantini aufgebahrt und von Giovanni Giacometti gemalt wurde. Die Kirche ist heute im Besitz von Segantinis Enkelin Gioconda Leykauf, die das Gebäude mit Hilfe von Sponsoren vor dem Zerfall rettete und restaurieren ließ. Sie wird heute für Ausstellungen und Konzerte genutzt.
Von Segantinis Wohnhaus führt der Weg zu einer Gletschermühle, die Segantini für Die Eitelkeit verwendete, weiter zum Majensäss Blaunca nordöstlich von Maloja oberhalb des Silsersees. Hier zeigt eine Tafel Segantinis Bild Die beiden Mütter. Weiter geht es zum ehemaligen Standort der so genannten „Taverna americana“, einer Steinhütte, die Segantini im Bild Vergehen abbildete. Von der Stelle, an der das Vergehen aus dem Triptychon entstand, führt der Weg zur vorletzten Station des Weges, dem Friedhof von Maloja, wo Segantini das Bild Glaubenstrost malte.
Der Fernwanderweg „Senda Segantini“ verbindet die späten Brennpunkte der Arbeit des Malers. Er startet in Thusis und endet in Pontresina.

### Schutzhütten
Nach Segantini sind mehrere Schutzhütten benannt: Die Chamanna Segantini oberhalb von Pontresina in der Languard-Gruppe, das Rifugio Giovanni Segantini (Rifugio Amola) 2371 m, mit dem Talort Pinzolo in der Presanellagruppe und die „Baita Segantini“ 2170 m, am Passo Costazza, in der Palagruppe in den Dolomiten.

## Auszeichnungen (Auswahl)
- 1883: Goldmedaille für Ave Maria bei der Überfahrt, 1882 (1. Fassung); Weltausstellung Amsterdam.
- 1886: Goldmedaille für Ave Maria bei der Überfahrt, 1886 (2. Fassung); Weltausstellung in Amsterdam.
- 1886: Goldmedaille für An der Stange, 1886; Weltausstellung in Amsterdam.
- 1889: Goldmedaille für Kühe an der Tränke, 1888; Weltausstellung in Paris.
- 1892: Goldmedaille für Mittag in den Alpen, 1891; München.
- 1892: Goldmedaille für Das Pflügen, 1890; Nationale Ausstellung in Turin.
- 1895: Preis des italienischen Staates für Il Ritorno al paese natio, 1895; Internationale Kunstausstellung in Venedig (erworben 1901 von den Staatlichen Museen Berlin).
- 1896: Goldene Staatsmedaille für Die zwei Mütter, 1889; Vereinigung Bildender Künstler Österreichs.
- 1897: Große Goldplakette für Liebe am Brunnen des Lebens, 1896; Internationale Kunstausstellung Dresden.

## Ausstellungen (Auswahl)
- 1891: Giovanni Segantini, Galleria Vittore ed Alberto Grubicy, Mailand.
- 1894: Esposizioni Riunite al Castello Sforzesco. Omaggio a Segantini, Castello Sforzesco, Mailand.

postum
- 1901–1902: IX. Kunstausstellung der Vereinigung bildender Künstler Österreichs, Wiener Secession, Wien.
- 1904: Internationale Kunstausstellung, Kunstpalast, Düsseldorf.
- 1910: Exposition du Salon d’Automne, section italienne, Paris.
- 1912: Internationale Kunstausstellung des Sonderbundes westdeutscher Kunstfreunde und Künstler 1912, Am Aachener Tor, Köln.
- 1924: Modern Italian Paintings, Tate Gallery, London.
- 1926: XVI Biennale internazionale d’Arte, Expositione individuale di Giovanni Segantini, Venedig.
- 1930: Exhibition of Italian Art at Burlington House, Royal Academy of Arts, London.
- 1935: Giovanni Segantini, 1858–1899, Kunsthalle Basel, Basel.
- 1938: XXVI Biennale internazionale d’Arte, Venedig.
- 1964: Europäische Kunst um die Jahrhundertwende. Secession, Haus der Kunst, München.
- 1976/1977: Die Welt des Giovanni Segantini, Schweizerisches Institut für Kunstwissenschaft, Zürich.
- 1976/1977: Segantini – ein verlorenes Paradies? Segantini – un paradiso perduto? Thearena-Rote Fabrik, ETH Zürich Zentrum & Hönggerberg, Zürich / Gewerbeschulhaus Chur, Chur / Handelhochschule St. Gallen, St. Gallen / Kunstmuseum Glarus, Glarus / Aargauer Kunsthaus, Aarau / Museo della Citta, Milano / Kunstverein München, München
- 1977: The Alps in Swiss Painting, Odakyu Grand Gallery, Tokio / Bündner Kunstmuseum, Chur.
- 1990–1991: Giovanni Segantini, 1858–1899, Kunsthaus Zürich, Zürich / Belvedere, Wien.
- 1997: Voglio vedere le mie montagne. Die Schwerkraft der Berge 1774–1997, Aargauer Kunsthaus, Aarau / Kunsthalle Krems, Krems.
- 1999: Armonia della vita – Armonia della morte. Giovanni Segantini: Eine Retrospektive, Kunstmuseum St. Gallen, St. Gallen.
- 1999: Giovanni Segantini, 1858–1899. Ausstellung zum 100. Todestag, Segantini Museum St. Moritz, St. Moritz.
- 2011: Segantini, Fondation Beyeler, Riehen bei Basel.[57]
- 2011: 画家ジョヴァンニ・セガンティーニ展 (Gakka Giovanni Segantini-ten) Ausstellung der Sammlung der Otto Fischbacher Giovanni Segantini Stiftung, Tokyo[58]
- 2013: Dekadenz – Positionen des österreichischen Symbolismus, Belvedere, Wien.

## Werke
Insgesamt sind rund 450 Werke von Segantini bekannt.
| Bild | Titel                                                                   | Jahr                                                                  | Größe/Material                                               | Eigentümer/Sammlung                                                                                                 |
| ---- | ----------------------------------------------------------------------- | --------------------------------------------------------------------- | ------------------------------------------------------------ | --- |
|      | Natura morta con S. Cecilia Stillleben mit S. Cecilia                   | 1878                                                                  | 74,5 × 54 cm Tempera auf Papier auf Karton                   | Civica Galleria d’Arte Moderna, Mailand                                                                             |
|      | Il coro di Sant’Antonio Der Chor von Sant’Antonio                       | 1879                                                                  | 119,5 × 84 cm Öl auf Leinwand                                | Privatsammlung |
|      | I pittori dell’oggi Die Heiligenmaler von heute                         | 1881                                                                  | 76,5 × 44 cm Öl auf Leinwand                                 | Bündner Kunstmuseum                                                                                                 |
|      | Autoritratto a vent’anni Selbstbildnis als Zwanzigjähriger              | 1879–1880                                                             | 35 × 26 cm Öl auf Leinwand                                   | Commune di Arco, Arco                                                                                               |
|      | La falconiera Die Falknerin (mit Bice als Modell)                       | 1879–1880                                                             | 143 × 106 cm Öl auf Leinwand                                 | Musei civici di Pavia, Pavia                                                                                        |
|      | Paesaggio con donna su un albero Landschaft mit Frau im Baum            | 1880–1883, unvollendet                                                | 68,5 × 104,5 cm Öl auf Leinwand                              | Sturzenegger-Stiftung Museum Allerheiligen, Schaffhausen                                                            |
|      | Autoritratto Selbstbildnis                                              | 1882                                                                  | 52 × 38,5 cm Öl auf Leinwand                                 | Gottfried Keller-Stiftung Segantini Museum, St. Moritz                                                              |
|      | I Zampognari in Brianza Die Dudelsackpfeifer von Brianza                | 1883–1885                                                             | 107,2 × 192,2 cm Öl auf Leinwand                             | Nationalmuseum für westliche Kunst, Tokyo                                                                           |
|      | Pianura sull’imbrunire Ebene beim Eindunkeln                            | 1883–1885                                                             | 80 × 100 cm Öl auf Leinwand                                  | Sammlung Beat Curti                                                                                                 |
|      | La benedizione delle pecore Die Segnung der Schafe                      | 1884                                                                  | 189 × 120 cm Öl auf Leinwand                                 | Segantini Museum, St. Moritz                                                                                        |
|      | L’ultima fatica del giorno Die letzte Mühe des Tages                    | 1884                                                                  | 117 × 82 cm Öl auf Leinwand                                  | Ungarische Nationalgalerie, Budapest                                                                                |
|      | A messa prima Treppenstudie                                             | 1884–1885                                                             |                                                              | Bündner Kunstmuseum, Chur                                                                                           |
|      | A messa prima Frühmesse 2. Fassung nach der Übermalung von La penitente | 1884–1885                                                             | 108 × 211 cm Öl auf Leinwand                                 | Depositum der Otto Fischbacher Giovanni Segantini Stiftung, St. Gallen Segantini Museum, St. Moritz                 |
|      | La penitente Die Sünderin 1. Fassung vor der Übermalung                 | 1884–1885                                                             | 108 × 211 cm Öl auf Leinwand                                 | |
|      | Pastorello con agnellino Hirtenknabe mit Lamm                           | um 1885                                                               | 42 × 27,5 cm Pastell und Farbkreide auf Aquarellpapier       | Privatbesitz Segantini Museum, St. Moritz                                                                           |
|      | Ritratto della Signora Torelli Porträt der Frau Torelli                 | 1885–1886                                                             | 101 × 74,5 cm Öl auf Leinwand                                | Privatsammlung, New York                                                                                            |
|      | Ritratto di un morto Bildnis eines Toten                                | 1886                                                                  | 41 × 59 cm Öl auf Leinwand                                   | Gottfried-Keller-Stiftung Segantini Museum, St. Moritz                                                              |
|      | Alla stanga An der Stange                                               | 1886                                                                  | 169 × 389,5 cm Öl auf Leinwand                               | Galleria Nazionale d’Arte Moderna, Rom                                                                              |
|      | Ave Maria a trasbordo Ave Maria bei der Überfahrt 2. Fassung            | 1886                                                                  | 120 × 93 cm Öl auf Leinwand                                  | Depositum der Otto Fischbacher Giovanni Segantini Stiftung, St. Gallen Segantini Museum, St. Moritz                 |
|      | La portatrice d’acqua Die Wasserträgerin                                | 1886–1887                                                             | 74 × 45,5 cm Öl auf Leinwand                                 | Privatbesitz |
|      | Il bagno del bambino Das Bad des Kindes                                 | 1886–1887                                                             | 65 × 49,5 cm Öl auf Leinwand                                 | Depositum der Otto Fischbacher Giovanni Segantini Stiftung, St. Gallen Segantini Museum, St. Moritz                 |
|      | La tosatura delle pecore Schafschur                                     | 1886–1887                                                             | 65 × 50,5 cm Öl auf Leinwand                                 | Depositum der Otto Fischbacher Giovanni Segantini Stiftung, St. Gallen Segantini Museum, St. Moritz                 |
|      | Costume Grigionese Bündnerin am Brunnen                                 | 1887                                                                  | 54 × 79 cm Öl auf Leinwand                                   | Depositum der Otto Fischbacher Giovanni Segantini Stiftung, St. Gallen Segantini Museum, St. Moritz                 |
|      | Ritratto di Vittore Grubicy Porträt von Vittore Grubicy; Ausschnitt     | 1887                                                                  | 151 × 91 cm Öl auf Leinwand                                  | Museum der bildenden Künste, Leipzig                                                                                |
|      | I miei modelli Meine Modelle                                            | 1888                                                                  | 65,5 × 92,5 cm Öl auf Leinwand                               | Kunsthaus Zürich, Zürich                                                                                            |
|      | Allo scogliersi delle nevi Bei der Schneeschmelze                       | 1888                                                                  | 66 × 98 cm Öl auf Leinwand                                   | Depositum der Otto Fischbacher Giovanni Segantini Stiftung, St. Gallen Segantini Museum, St. Moritz                 |
|      | Ragazza che fa la calza Strickendes Mädchen                             | 1888                                                                  | 53 × 91,5 cm Öl auf Leinwand                                 | Kunsthaus Zürich, Zürich                                                                                            |
|      | Vacche aggiogate Kühe an der Tränke                                     | 1888                                                                  | 83 × 139,5 cm Öl auf Leinwand                                | Gottfried Keller-Stiftung Kunstmuseum Basel, Basel                                                                  |
|      | Il frutto dell’amore Die Frucht der Liebe                               | 1889                                                                  | 88,2 × 52,2 cm Öl auf Leinwand                               | Museum der bildenden Künste, Leipzig                                                                                |
|      | Le due madri Die beiden Mütter                                          | 1889                                                                  | 157 × 280 Öl auf Leinwand                                    | Galleria d’Arte Moderna, Mailand                                                                                    |
|      | L’aratura Das Pflügen                                                   | 1890                                                                  | 116 × 227 cm Öl auf Leinwand                                 | Neue Pinakothek, München                                                                                            |
|      | Ritorno dal bosco Rückkehr vom Wald                                     | 1890                                                                  | 64 × 95 cm Öl auf Leinwand                                   | Depositum der Otto Fischbacher Giovanni Segantini Stiftung, St. Gallen Segantini Museum St. Moritz, St. Moritz      |
|      | Mezzogiorno sulle alpi Mittag in den Alpen                              | 1891                                                                  | 77,5 × 71,5 cm Öl auf Leinwand                               | Depositum der Otto Fischbacher Giovanni Segantini Stiftung, St. Gallen Segantini Museum St. Moritz, St. Moritz      |
|      | Il castigo delle lussuriose Die Strafe der Wollüstigen                  | 1891                                                                  | 99 × 173 cm Öl auf Leinwand                                  | Walker Art Gallery, Liverpool                                                                                       |
|      | Capriolo morto Totes Reh                                                | 1892                                                                  | 55,5 × 96,5 cm Öl auf Leinwand                               | Gottfried-Keller-Stiftung Segantini Museum, St. Moritz                                                              |
|      | Mezzogiorno sulle alpi Mittag in den Alpen                              | 1892                                                                  | 85,5 × 79,5 cm Öl auf Leinwand                               | Ohara Museum of Art, Kurashiki, Japan                                                                               |
|      | Riposo all’ombra Ruhe im Schatten                                       | 1892                                                                  | 44 × 68 cm Öl auf Leinwand                                   | Privatsammlung Christoph Blocher                                                                                    |
|      | Sul balcone Auf dem Balkon (Ausschnitt)                                 | 1892                                                                  | 64,5 × 41 cm Öl auf Leinwand                                 | Gottfried-Keller-Stiftung Bündner Kunstmuseum, Chur                                                                 |
|      | Autoritratto Selbstbildnis                                              | 1893                                                                  | 34,4 × 24,2 cm Conté-Stift und Bleistift auf Papier          | Depositum der Otto Fischbacher Giovanni Segantini Stiftung, St. Gallen Segantini Museum, St. Moritz                 |
|      | Donna alla fonte Frau an der Quelle                                     | 1893–1894                                                             | 71,5 × 121 cm Öl auf Leinwand                                | Museum Oskar Reinhart, Winterthur                                                                                   |
|      | Pascoli alpini Alpweiden                                                | 1893–1894                                                             | 169 × 278 cm Öl auf Leinwand                                 | Kunsthaus Zürich, Zürich                                                                                            |
|      | L’angelo della vita Engel des Lebens                                    | 1894                                                                  | 216 × 217 cm Öl auf Leinwand                                 | Galleria d’Arte Moderna, Mailand                                                                                    |
|      | L’angelo della vita Lebensengel                                         | 1894                                                                  | 275,5 × 212 cm Öl auf Leinwand                               | Segantini Museum, St. Moritz                                                                                        |
|      | Le cattive madri Die bösen Mütter                                       | 1894                                                                  | 120 × 225 cm Öl auf Leinwand                                 | Belvedere, Wien |
|      | Autoritratto Selbstbildnis                                              | 1895                                                                  | 59 × 50 cm Kohle mit Goldstaub und Kreidespuren auf Leinwand | Segantini Museum, St. Moritz                                                                                        |
|      | Il ritorno al paese natio Rückkehr in die Heimat                        | 1895                                                                  | 161 × 299 cm Öl auf Leinwand                                 | Alte Nationalgalerie, Berlin                                                                                        |
|      | Il dolore confortato dalla fede Glaubenstrost                           | 1895–1896                                                             | 151 × 131 cm Öl auf Leinwand                                 | Hamburger Kunsthalle, Hamburg                                                                                       |
|      | L’amore alla fonte della vita Liebe an der Quelle des Lebens            | 1896                                                                  | 70 × 98 cm Öl auf Leinwand                                   | Galleria d’Arte Moderna, Mailand                                                                                    |
|      | Pascoli di primavera Frühlingsweide                                     | 1896                                                                  | 95 × 155 cm Öl auf Leinwand                                  | Pinacoteca di Brera, Mailand                                                                                        |
|      | Arvenzweig                                                              | 1897                                                                  | 32 × 77,5 cm Öl auf Leinwand                                 | Segantini Museum, St. Moritz                                                                                        |
|      | La propaganda Der Sämann                                                | 1897                                                                  | 51,3 × 53,7 cm Schwarze und weiße Kreide auf Papier          | Segantini Museum, St. Moritz                                                                                        |
|      | La vanità Die Eitelkeit                                                 | 1897                                                                  | 78 × 126 cm Öl auf Leinwand                                  | Kunsthaus Zürich, Zürich                                                                                            |
|      | Primavera sulle alpi Frühling in den Alpen                              | 1897                                                                  | Öl auf Leinwand                                              | Auftragsbild – 1999 von den Erben des Auftraggebers verkauft an French & Company – 2019 an das J. Paul Getty Museum |
|      | Le due Madri Die beiden Mütter                                          | 1899–1900; nach dem Tod Segantinis von Giovanni Giacometti vollendet. | 69 × 125 cm Öl auf Leinwand                                  | Bündner Kunstmuseum, Chur                                                                                           |
|      | Il trittico della natura La vita Das Leben                              | 1898–1899                                                             | 137 × 108 cm Kohle und Conté-Stift auf Karton                | Stiftung für Kunst, Kultur und Geschichte, Winterthur Segantini Museum, St. Moritz                                  |
|      | Il trittico della natura La natura Die Natur                            | 1898–1899                                                             | 137 × 127 cm Kohle und Conté-Stift auf Karton                | Stiftung für Kunst, Kultur und Geschichte, Winterthur Segantini Museum, St. Moritz                                  |
|      | Il trittico della natura La morte Der Tod                               | 1898–1899                                                             | 137 × 108 cm Kohle und Conté-Stift auf Karton                | Stiftung für Kunst, Kultur und Geschichte, Winterthur Segantini Museum, St. Moritz                                  |

## Filme
- Giovanni Segantini – Leben und Werk. (Alternativtitel: Giovanni Segantini – Life and Work., Giovanni Segantini – Sa vie et son oeuvre, Giovanni Segantini – La vita e l'opera, Giovanni Segantini – Vida y obra) Dokumentarfilm, Schweiz, 1990, 45 Min., Buch und Regie: Gaudenz Meili, Kommentar: Guido Magnaguagno, Sprecher: Wolfgang Reichmann, Dinah Hinz, Ingold Wildenauer, Die Uraufführung erfolgte am 9. November 1990 im Kunsthaus Zürich, Inhaltsangabe von Gaudenz Meili, Filmszenen und Vorschau von The Roland Collection.
- Giovanni Segantini – Strolch und Star. Dokumentarfilm, (1. Teil), Schweiz, 2013, 30 Min., Buch und Regie: Beat Rauch, Produktion: NZZ, Reihe: NZZ Format, Erstsendung: 17. Oktober 2013, Inhaltsangabe und Vorschau von NZZ.
- Giovanni Segantini – Licht und Landschaft. Dokumentarfilm, (2. Teil), Schweiz, 2013, 29:30 Min., Buch und Regie: Beat Rauch, Produktion: NZZ, Reihe: NZZ Format, Inhaltsangabe und Vorschau von NZZ.
- Giovanni Segantini – Magie des Lichts. (Alternativtitel: Giovanni Segantini – Magia della luce.) Dokumentarfilm, Schweiz, 2015, 81:46 Min., Buch und Regie: Christian Labhart, Sprecher: Bruno Ganz, Mona Petri, Produktion: SRF SRG, Kinostart (Schweiz): 11. Juni 2015, Inhaltsangabe, Filmszenen und Vorschau von movies.ch, Besprechung in outnow.ch.